# QF 25-ponder
De Ordnance QF 25-ponder of 25-ponder of 25-pdr was de meestgebruikte Britse houwitser tijdens de Tweede Wereldoorlog. QF staat daarbij voor quick firing oftewel snel schietend, en 25-ponder staat voor de massa van de granaten die het afvuurde: 25 lb (Engelse ponden) (11,5 kg). De getrokken vuurmond had een kaliber van 3,45 inch (8,76 cm) en werd kort voor het uitbreken van de oorlog in dienst genomen. De vuurmond kon zowel voor krombaanvuur als vuur met directe richting ingezet worden, had een hogere vuursnelheid en was mobieler dan oudere vuurmonden.
De ontwikkeling begon in 1930, het wapen werd ingevoerd in 1939 en had zijn vuurdoop in 1940 bij de gevechten om Narvik (Noorwegen).
Vergeleken met ander geschut uit de Tweede Wereldoorlog had de 25-ponder een kleiner kaliber en een vuurde lichtere granaten af, terwijl hij een grotere dracht had dan de meeste. Veel strijdkrachten waren de oorlog ingegaan met nog lichter geschut van rond de 75 mm maar waren al snel overgeschakeld naar kalibers rond de 105 mm of groter. De 25-ponder was ontworpen om onderdrukkend vuur te geven, niet het vernietigende vuur dat in de eerste jaren van de Eerste Wereldoorlog niet werkzaam was gebleken. Desalniettemin werd de 25-ponder door velen beschouwd als een van de beste artilleriestukken in de oorlog. De uitwerking van de granaten en de snelheid waarmee het Britse vuurcontrolesysteem kon reageren zorgden ervoor dat tegenstanders geloofden dat de Britten een automatische 25-ponder hadden.
Het bleef de belangrijkste vuurmond van het Britse leger tot ver in de jaren 1960. Bij opleidingseenheden bleef het zelfs tot de jaren 1980 in gebruik. Veel landen uit het toenmalige Britse Gemenebest gebruikten de vuurmond tot in de jaren 1970.
Ook de Nederlandse en Belgische krijgsmachten gebruikten de 25-ponder. Vanwege het kaliber van 8,76 cm en de toepassing als veldgeschut werd de vuurmond in Nederland ook wel de 9-veld genoemd.
Sommige landen gebruikten de 25-ponder in 2019 nog steeds. Munitie voor het wapen wordt geproduceerd door Pakistan Ordnance Factories.

## Ontwikkeling
Het ontwerp was het resultaat van uitgebreid onderzoek om het Ordnance QF 18-ponder 3,3 inch (8,38 cm) veldgeschut en de QF 4,5 inch (11,43 cm) houwitser te vervangen. Dit was het belangrijkste Britse geschut tijdens de Eerste Wereldoorlog. Men wilde een wapen bouwen met de hoge snelheid van de 18-ponder en met de gescheiden lading van de houwitser. De granaat moest ongeveer het gemiddelde zijn van de granaten die beide vuurmonden afschoten, dus 3,5 à 4,0 inch en ongeveer 30 lb zwaar.
De ontwikkeling tijdens het interbellum werd ernstig belemmerd door een gebrek aan geld en uiteindelijk werd besloten om een "nieuwe" vuurmond te maken door bestaande 18-ponders om te bouwen. Er konden dan een nieuwe schietbuis en affuit ontworpen worden wanneer er geld beschikbaar was. Het ombouwen van de schietbuizen van 18-ponders bleek niet mogelijk, zodat er wel een nieuwe schietbuis ontwikkeld werd. Deze werd gemonteerd op een 18-ponder affuit, vandaar de eerste naam van de vuurmond: Ordnance QF 18/25 Pdr:p32-34.
Veel verschillende bedrijven in het Verenigd Koninkrijk hebben de 25-ponder en onderdelen ervoor vervaardigd. Vickers Armstrong in Scotswood, Baker Perkins in Peterborough en Weirs in Glasgow waren enkele van de belangrijkste. De verschillende Royal Ordnance-fabrieken produceerden de meeste munitiecomponenten. In Canada heeft Sorel Industries complete vuurmonden gebouwd voor de Sexton gemechaniseerde vuurmond. Australië bouwde ook complete vuurmonden, met gelaste affuiten in plaats van geklonken, zoals in het Verenigd Koninkrijk en Canada. In totaal zijn meer dan 13.000 gemaakt.

## Beschrijving

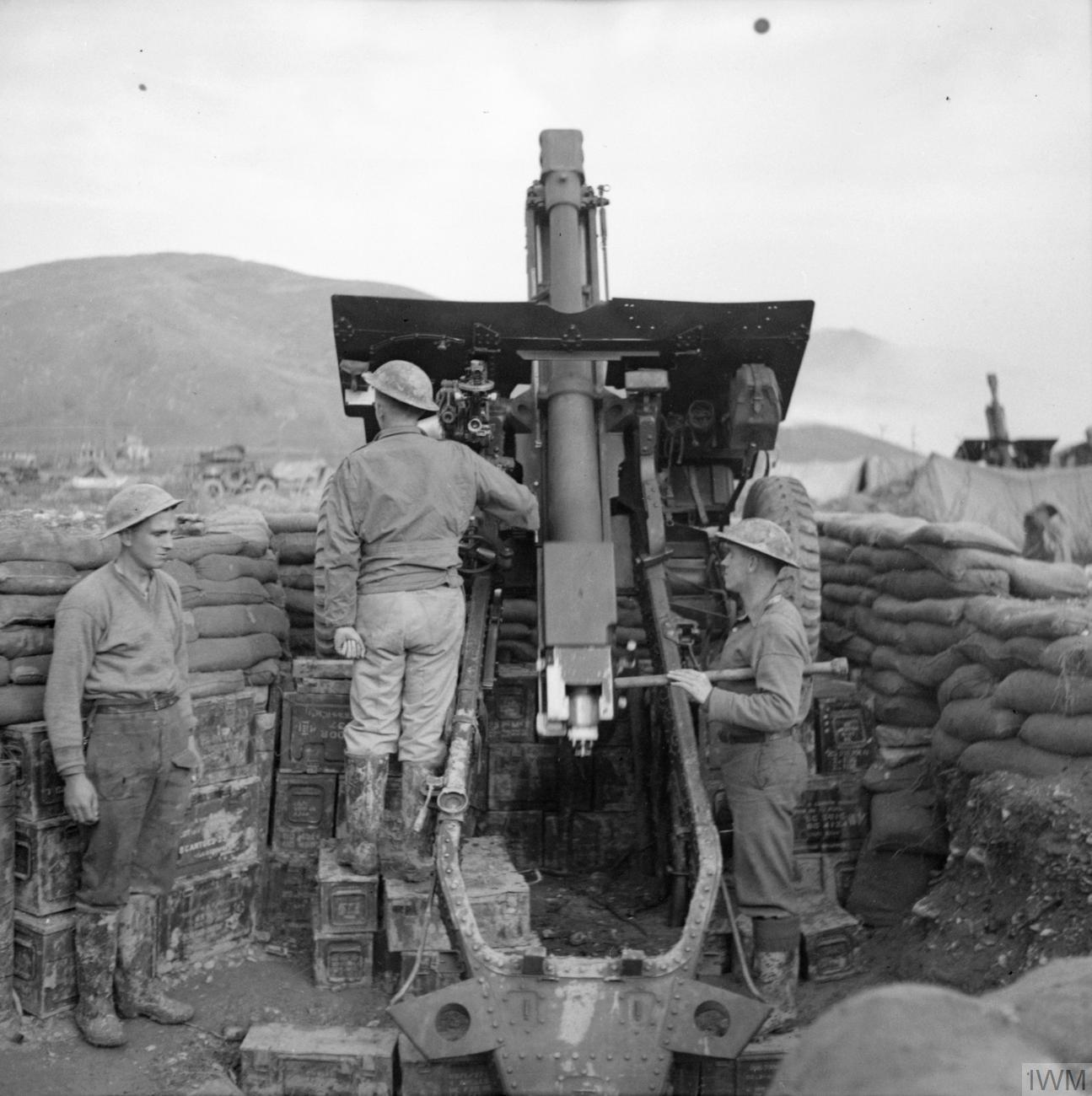
Een 25-ponder met de wielen op munitiekisten om met zeer grote elevatie te vuren (San Clemente, Italië, 2 december 1944)

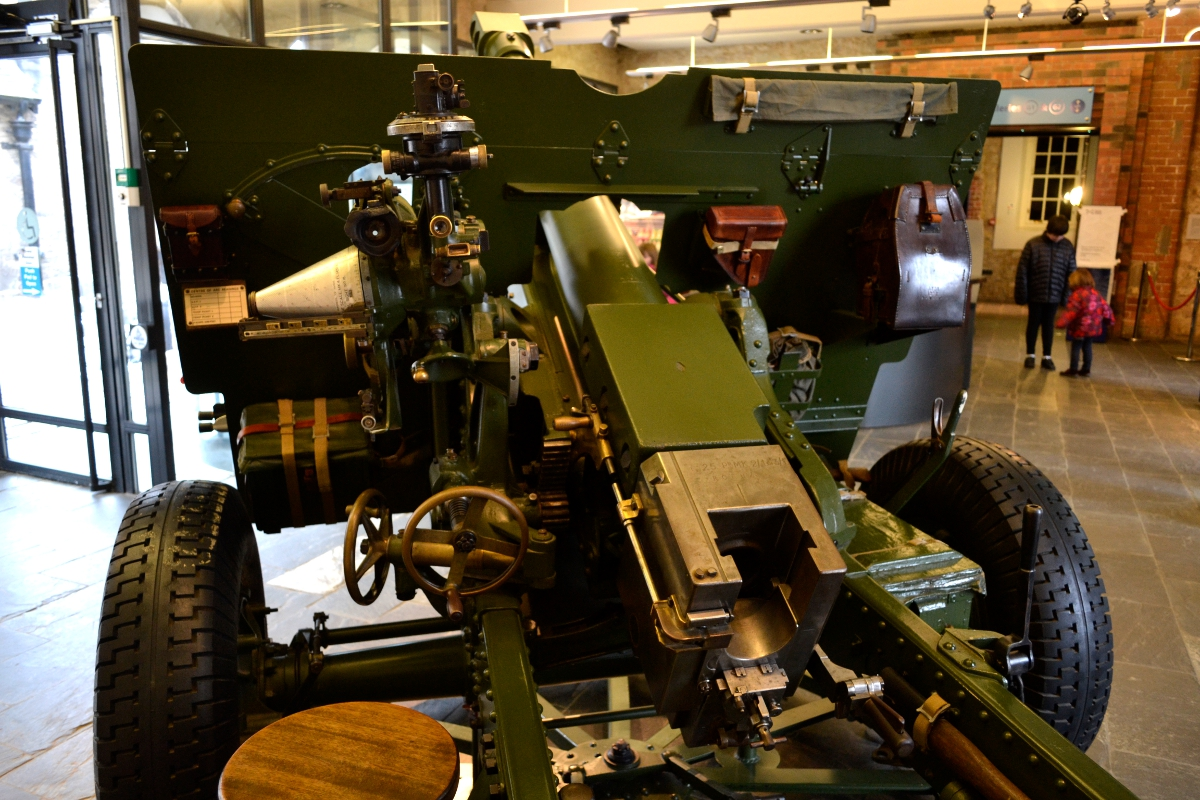
25-Pounder tentoongesteld in Edinburgh Castle

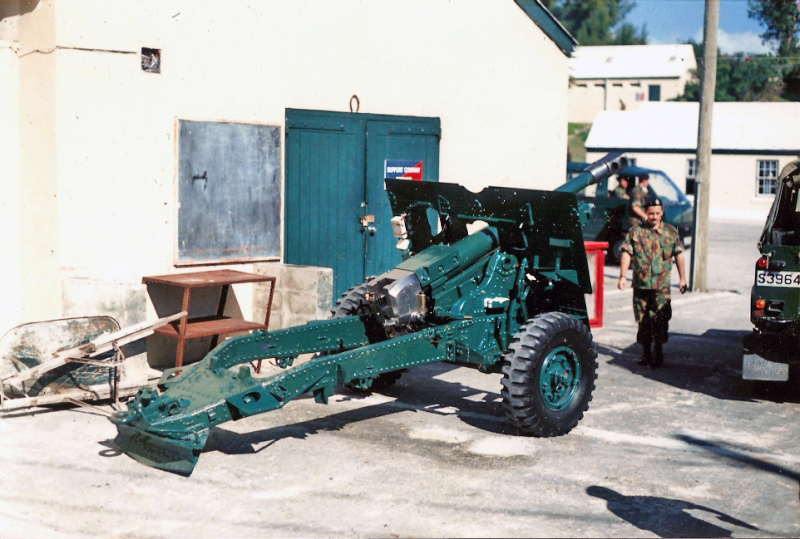
25-Ponder van de ceremoniële Gun Troop van het Royal Bermuda Regiment

### Schietbuis
De nieuwe getrokken schietbuis had een kaliber van 3,45 inch (8,76 cm) en vuurde een granaat af met een gewicht van 25 lb (11,5 kg). De schietbuis had 26 trekken en velden, en een spoed van 1:20.
Het sluitstuk was een verticaal glijdend blok dat naar beneden opent. Een hendel aan de rechterkant van de loop bedient dit mechanisme. De 25-ponder kan op twee manieren worden afgevuurd; met een hendel aan de linkerkant van de kulas of met een afvuurkoord dat bevestigd is aan het afvuurmechanisme achteraan het sluitstuk.
Wanneer het stuk niet in gebruik is worden de voorzijde van de loop en de achterzijde afgedekt met een canvas hoes.

### Affuit
Het nieuwe affuit van de 25-ponder was een gelede wangaffuit. Het onderaffuit was geklonken, voorzien van luchtbanden en had een breed open staartstuk met uitgebogen zijwangen een trekoog en een richtspaak. Het staartstuk rustte op een “spoor” of “spade” met een kap. Bij het vuren met directe richting werd de kap van de spade verwijderd en wordt de spade in de grond vastgezet. Wanneer de vuurmond op de radbedding was geplaatst, bleef de kap op spade.
Aan beide kanten naast het trekoog waren houders voor draagpolen aangebracht. De losse draagpolen werden in houders aan de zijkant van de zijwangen bevestigd, waar ook houders voor een houweel en een aanzetstok ((en) ramrod) zitten.
Het affuit was evenals het affuit van de 18-ponder voorzien van een radbedding die voor transport opgehesen werd onder het staartstuk van de affuit. In stelling liet men hem zakken en trok men de vuurmond erop. De radbedding bracht de meeste terugslagkrachten over naar de grond, in plaats van naar de spade aan het einde van het staartstuk. Daardoor was het wapen zeer stabiel tijdens het schieten. Bovendien zorgde de radbedding voor een glad oppervlak waarop het onderstel op de eigen wielen kon roteren waardoor de hoofdrichting snel gewijzigd kon worden.

### Bediening
In stelling kan met handwielen links naast de kulas het azimut (de breedterichting) van het wapen 4° naar links of rechts van de hoofdrichting gedraaid worden. De elevatie ligt tussen −5° en +45°.
Net als alle Britse kanonnen uit de periode was het vizier voor indirect vuur "kalibrerend" d.w.z. dat de dracht op het vizier werd ingesteld en niet de elevatiehoek. Het vizier compenseerde het verschil in de mondingssnelheden van de vuurmond ten opzichte van de standaard. De 25-ponder was ook uitgerust met een richtkijker voor vuur met directe richting voor het vuren met pantsergranaten. Net als andere Britse kanonnen uit de periode kon de vuurmond door één man gericht worden.

### Bemanning

Een 25-ponder van 55 Field Regt. (UK) nabij Hechtel in België brengt ondersteuningsvuur uit voor de Guards Pantserdivisie op het bruggenhoofd van het Maas-Schelde kanaal op 16 september 1944. No’s 2 (met aanzetstok), 3, 4 en 5 zijn goed te zien.

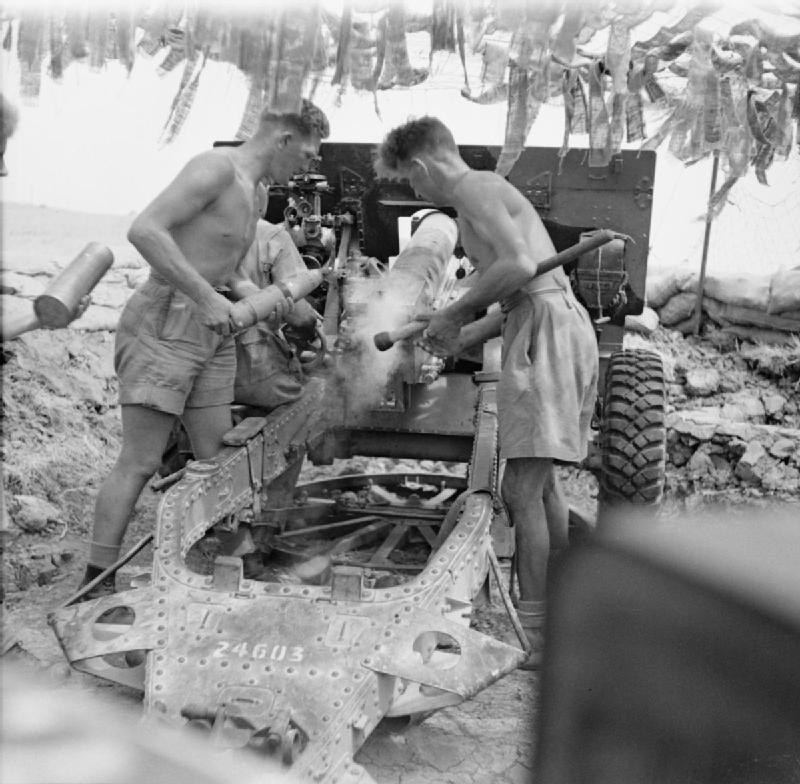
Een 25-pdr in actie tegen Duitse 88mm kanonnen tijdens de Britse opmars van de Primosole brug ±10km ten zuiden van Catánia over de Simeto naar de hoogvlakte van Catánia ten zuidoosten van Catánia, 28-29 juli 1943. No’s 2 (met aanzetstok), 3 en 4 zijn te zien.

De bemanning van de 25-ponder bestond uit:
- No 1 – stukscommandant (sc) (wachtmeester), staat achter de vuurmond bij het staartstuk en richt het stuk met behulp van de richtspaak in de hoofdrichting.
- No 2 – sluitstukbediende, tevens aanzetter, staat rechts van de kulas.
- No 3 – richter, zat op het stoeltje links van de kulas en richt zowel voor hoogte als voor breedte. Hij geeft ook aan No 1 aan als de hoofdrichting aangepast moet worden.
- No 4 – lader, staat achter de richter en laadt de granaat en kardoeshuls na deze aan No 1 te hebben laten zien.
- No 5 – munitiewerker (aangever), gaf munitie aan No 4 en controleert de ontsteking.
- No 6 – munitiewerker (tempeerder[5], tevens plaatsvervangend sc), stelt de ontstekingen in en voorziet de kardoeshuls[31] van de juiste lading. Is tevens verantwoordelijk voor de munitieaanhanger.

De vuurmond kon ook met vier man bediend worden.

### Munitieaanhanger
Bij iedere vuurmond hoorde een munitie-aanhangwagen ("trailer, artillery, No 27"), ook voorwagen of caisson genoemd. De vuurmond was eraan vastgehaakt en de aanhanger was aan de artillerietrekker gehaakt. De aanhangwagen zorgde voor het remmen (op de affuit was alleen een handrem gemonteerd). De dichte aanhangwagen met twee deuren vervoerde tweeëndertig granaten. Meer munitie en onderdelen werden meegevoerd in de artillerietrekker. Sommige onderdelen, zoals vizieren, werden op de vuurmond meegevoerd. In het Britse leger had iedere sectie (twee kanonnen) een derde trekker die munitie vervoerde en daarvoor twee munitietrailers trok.

### Munitie

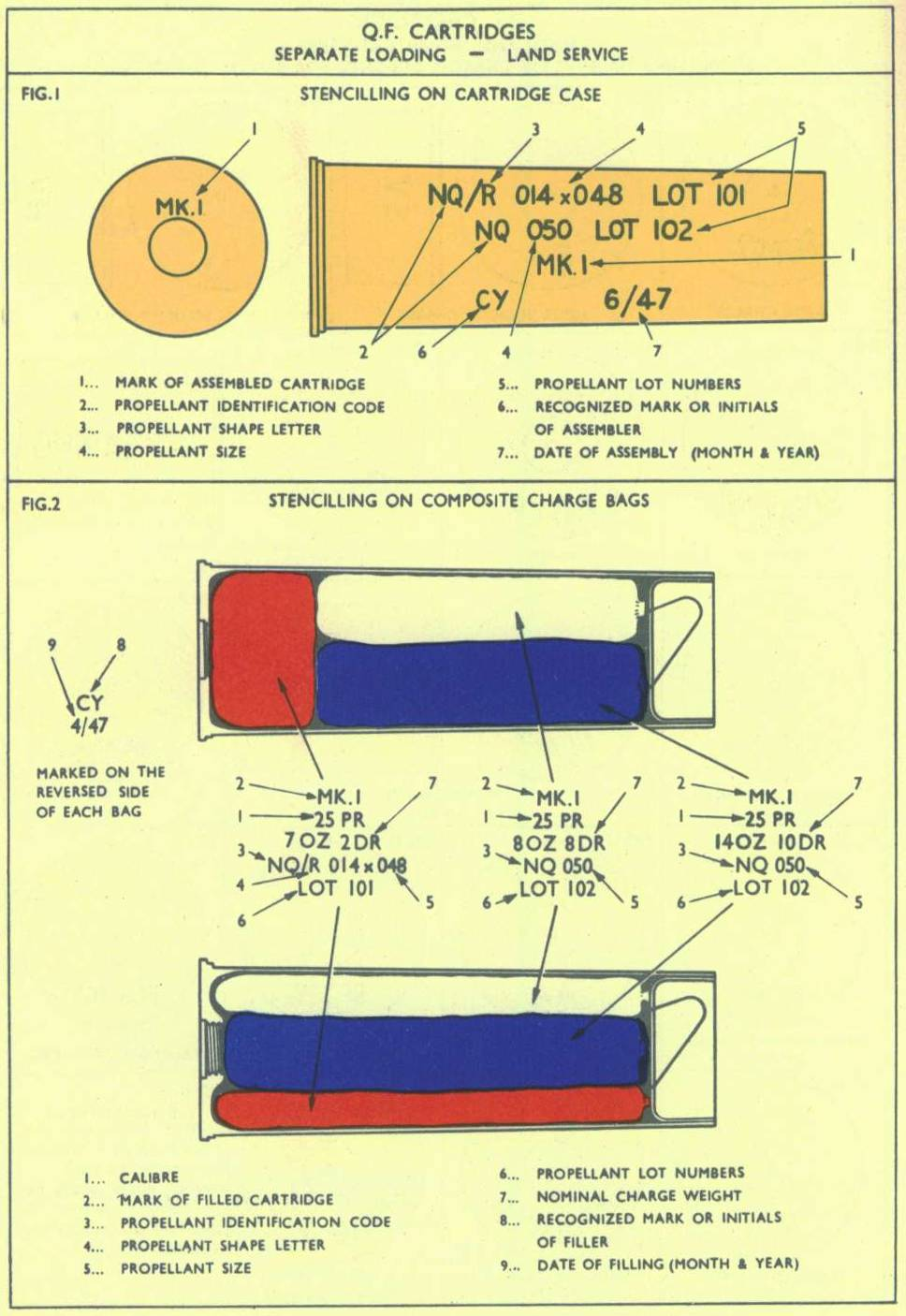
"Normale" vulling van de kardoeshuls

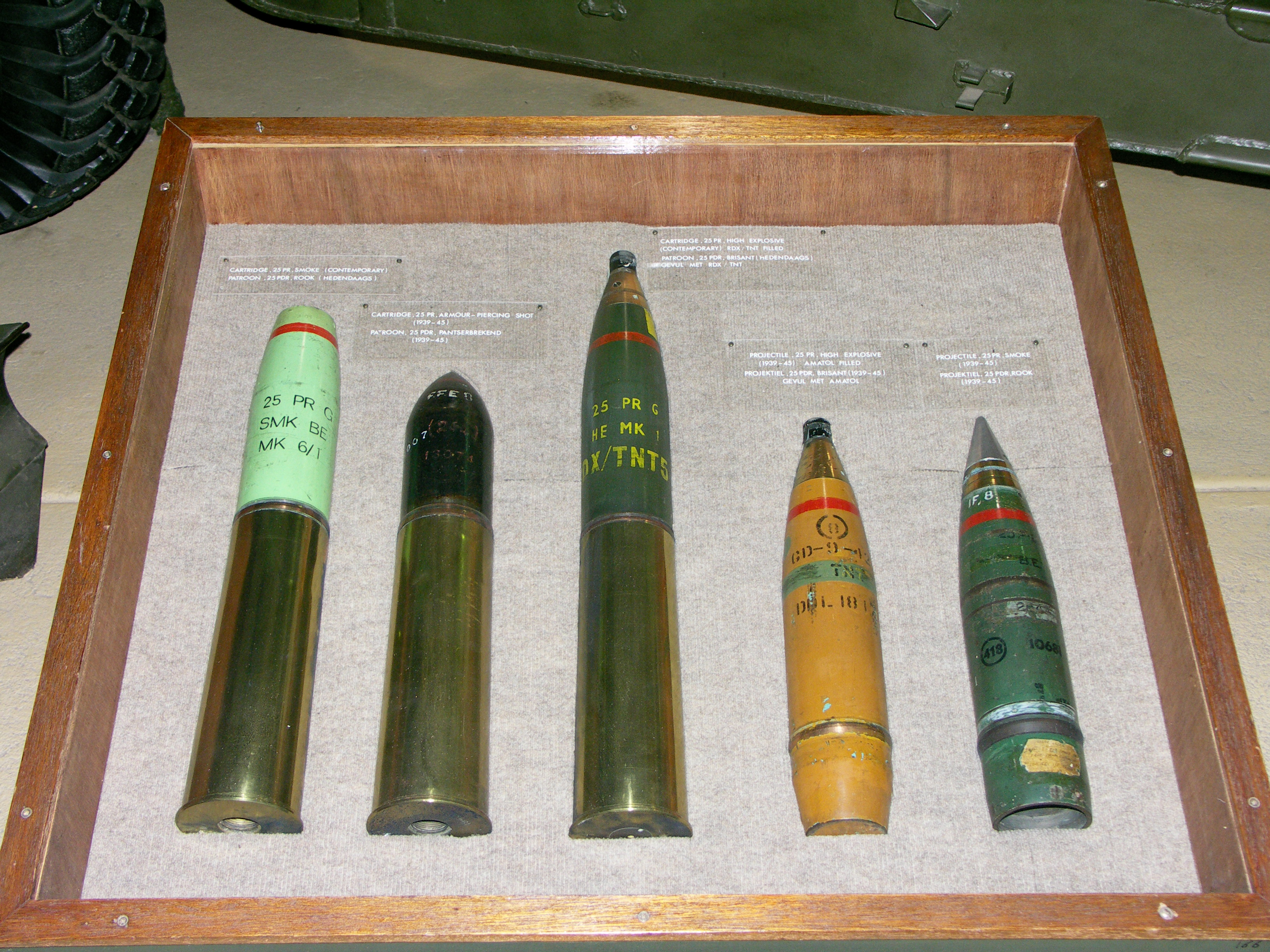
25-Ponder granaten en hulzen. Vlnr: rook, pantser (pre-1955 UK markeringen), HE (RDX/TNT), HE (Amatol, pre-1955 UK markeringen), rook (pre-1955 UK markeringen). Hoewel sommige granaten in de huls te zien zijn, waren het aparte delen.

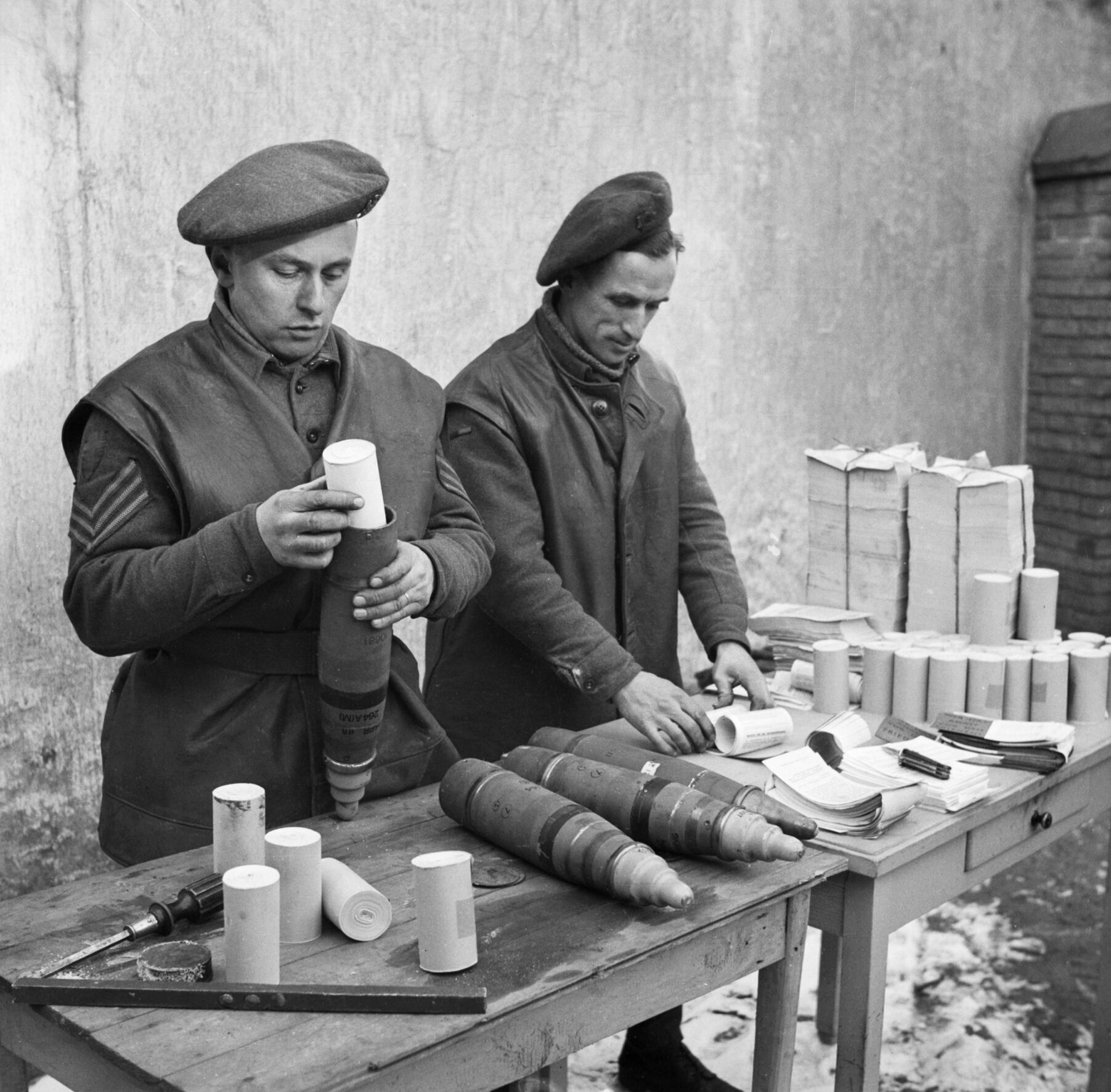
Kanonniers vullen 25-ponder granaten met propaganda folders. (Roermond, januari 1945).

De 25-ponder vuurde in tegenstelling tot de 18-ponder "gescheiden" of tweedelige munitie af: de granaat werd afzonderlijk geladen en met de aanzetstok verder in de kamer gebracht. waarna de voortstuwende lading in de messing kardoeshuls met slaghoedje werd geladen en het sluitstuk werd gesloten. In de Britse terminologie heette de 25-ponder "quick firing" (QF) omdat de lading in de messing kardoeshuls sneller geladen kon worden dan ladingen in kardoezen (kruitzakken), en bovendien automatisch werd uitgeworpen zodra het sluitstuk werd geopend. Zoals bij alle snelvuurwapens zorgt de huls tevens voor gasafdichting.

#### Kardoeshuls
Er waren twee soorten kardoeshulzen. De "normale" kardoeshuls bevatte drie stoffen kardoezen (rood, wit en blauw) en was aan de bovenkant afgesloten met een dop van leatherboard. Witte of blauwe kardoezen kunnen uit de kardoeshuls worden verwijderd om er "lading 1" of "lading 2" van te maken en de dracht aan te passen.
Voor de Ordnance Mk 1 op 18-ponder affuit waren er drie "ladingen": lading 1 (4,8 oz. (ounce), 149 g) waarbij alleen de rode kardoes in de kardoeshuls bleef), lading 2 (6,0 oz., 187 g), rode + witte kardoes in de kardoeshuls en lading 3 (9,6 oz. , 299 g), rode + witte + blauwe kardoes in de kardoeshuls).
Vanaf de Ordnance Mk 2 op affuit Mk 1 was het mogelijk een aanvullende lading ("super") van 4,5 oz. (128 g) in de kardoeshuls toe te voegen om een hogere aanvangssnelheid te verkrijgen.
Toen er steeds vaker met grotere elevatie werd geschoten, waren er meer verschillende ladingen nodig. Dit leidde tot de ontwikkeling van aanvullingskardoezen van 4 oz (113 g) cordiet, die in 1944 werden geïntroduceerd. De kardoezen waren rood met wit gestreept om aan te geven dat ze alleen met ladingen 1 en 2 moesten worden gebruikt. Wanneer één aanvullingskardoes werd gebruikt met lading 1, leverde deze "lading 1½" op. Als er één werd toegevoegd met lading 2 leverde het "lading 2⅓" en twee zakken op lading 2, leverde "lading 2⅔". Hierdoor waren zeven verschillende ladingen mogelijk in plaats van vier. Het vuren onder steile hoeken vereiste een speciaal vizier, verwijdering van de radbedding en het uitgraving van de grond onder de dissel.
Het tweede type kardoeshuls was de "super charge", met slechts één lading. De dop kon niet van de kardoeshuls worden verwijderd.
In 1943 werd een aanvullende ("increment") lading van 5,5 oz. (156 g) cordiet ("super-plus") geïntroduceerd om de mondingssnelheid te verhogen bij het afvuren van pantsergranaten met de "super charge" kardoeshuls. Deze aanvullende lading kon alleen gebruikt worden in combinatie met de mondingsrem die een jaar eerder was ontwikkeld.
Er waren veel soorten kardoeshulzen van verschillende leveranciers en met verschillende soorten aandrijflading. Lading gebaseerd op een mix van nitrocellulose en nitroglycerine was de standaard in Groot-Brittannië, maar ook lading op basis van alleen nitrocellulose werd gebruikt. Ook aandrijflading van nitrocellulose, nitroglycerine met pikriet (nitroguanidine) werd gedurende de hele oorlog gebruikt en verving uiteindelijk alle andere.

#### Granaat
De belangrijkste granaat van de 25-ponder was de explosieve brisantgranaat (HE), een gestroomlijnd projectiel met een 5/10 CRH ogief en een toelopende bodem. Er waren ook rookgranaten (wit of gekleurd), lichtgranaten en granaten met chemische lading. Brandgranaten werden ontwikkeld, maar niet in gebruik genomen, en rookgranaten werden soms herladen met propaganda-bladen of met metaalfolie (chaff), als radar-tegenmaatregel.
Om de 25-ponder te gebruiken tegen tanks en pantservoertuigen waren er ook 20 lb pantsergranaten. Later werden die vervangen door door een krachtigere versie met een ballistische kap (APBC). De pantsergranaat werd afgevuurd met maximale lading, lading nr. 3, super of super met verhoging, aangezien bij vuur met directe richting een hoge mondingssnelheid essentieel is.
In Canada was een pantsergranaat met holle lading in ontwikkeling, maar de introductie van het drie inch (7,62 cm) QF 17-ponder antitankgeschut, beëindigde in 1944 de ontwikkeling. Na de Tweede Wereldoorlog werd in het Verenigd Koninkrijk de pantsergranaat door een HESH-granaat vervangen.
De standaard ontsteking was “Nr. 117 schokbuis”. Nr. 119 (schokbuis met vertraging) werd ook gebruikt. Vanaf 1944 werd ook de nabijbuis gebruikt, die later werd vervangen door CVT-buis (controlled variable time).

## Gebruik in het Verenigd Koninkrijk

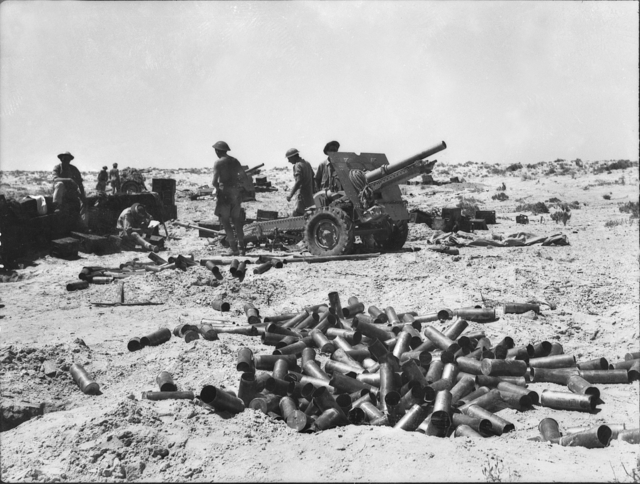
Australische 25-ponder bij El Alamein (juli 1942)

De 25-ponder was het belangrijkste artillerie geschut dat bij troepen van het Britse Gemenebest tijdens de Tweede Wereldoorlog in gebruik was. Het werd ook gebruikt door het RAF Regiment in Noord-Afrika. Elke Britse infanteriedivisie had drie veldartillerie-regimenten met elk 24 stukken. Gepantserde divisies hadden twee veldartillerie-regimenten, waarvan er één met gemechaniseerd geschut.
Tot medio 1940 had elk regiment twee batterijen met elk 12 stukken. Later drie batterijen met elk 8 stukken. Aan het eind van de jaren '50 schakelde het Britse leger over op batterijen van zes stukken. Veldartillerie-regimenten hadden toen twee batterijen met 25-ponders en één met het BL 5,5 inch (140 mm) getrokken kanon.
De laatste keer dat het Britse leger in actie was met een 25-ponder was op 19 juli 1972, tijdens de slag bij Mirbat in Oman, toen twee leden van het British Army Training Team (BATT) van de SAS met de door Omanse militairen achtergelaten vuurmond schoten op aanvallers van de PFLOAG, ook bekend als de Adoo.

### Trekkers

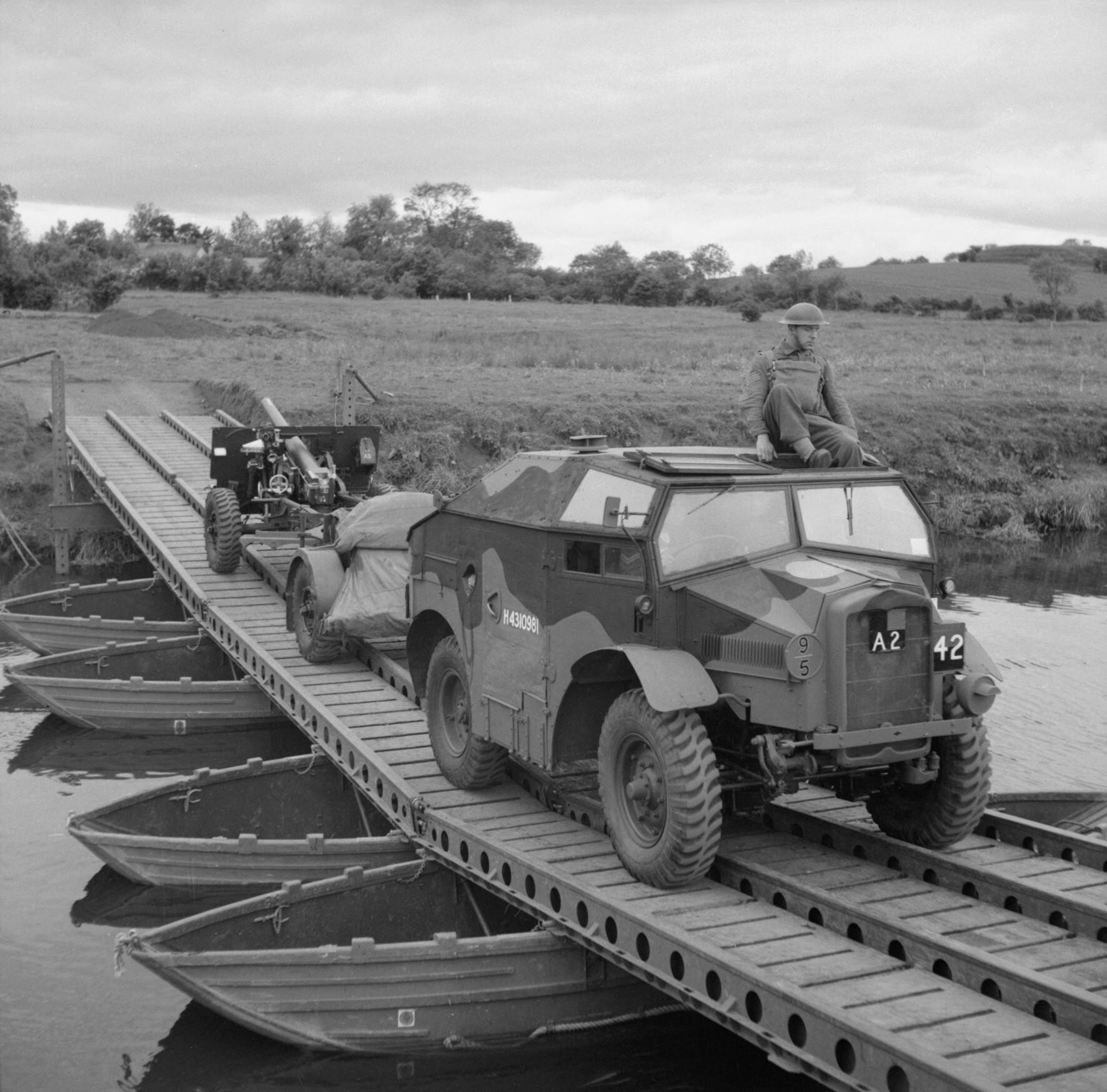
Een 25-ponder met munitieaanhanger getrokken door een Morris "Quad" (Antrim, Noord-Ierland, 26 juni 1942)

Begin jaren ’40 werden de 18- en 25-ponders getrokken door de door de Morris CDSW of de Vickers Dragon artillerietrekker. Tijdens het grootste deel van de Tweede Wereldoorlog werd de 25-ponder gewoonlijk door een 4×4 Morris C8 FAT ("quad") veldartillerietrekker getrokken. Deze werden vervaardigd door Morris, Guy and Karrier in het Verenigd Koninkrijk en , in grotere aantallen, als de CMP FAT door Ford (FGT) en Chevrolet (CGT) in Canada. In de jaren ‘50 verving het Britse leger de verschillende "quads" door een nieuwe Bedford drie-ton artillerietrekker.

### Vervanging
In het Verenigd Koninkrijk werden in de jaren 1960 de meeste 25-ponders vervangen door de gemechaniseerde FV433 Abbot SPG 105 mm, de OTO Melara Mod 56 getrokken 105 mm houwitser, en de L118 getrokken 105 mm houwitser.

## Varianten

### Mark I

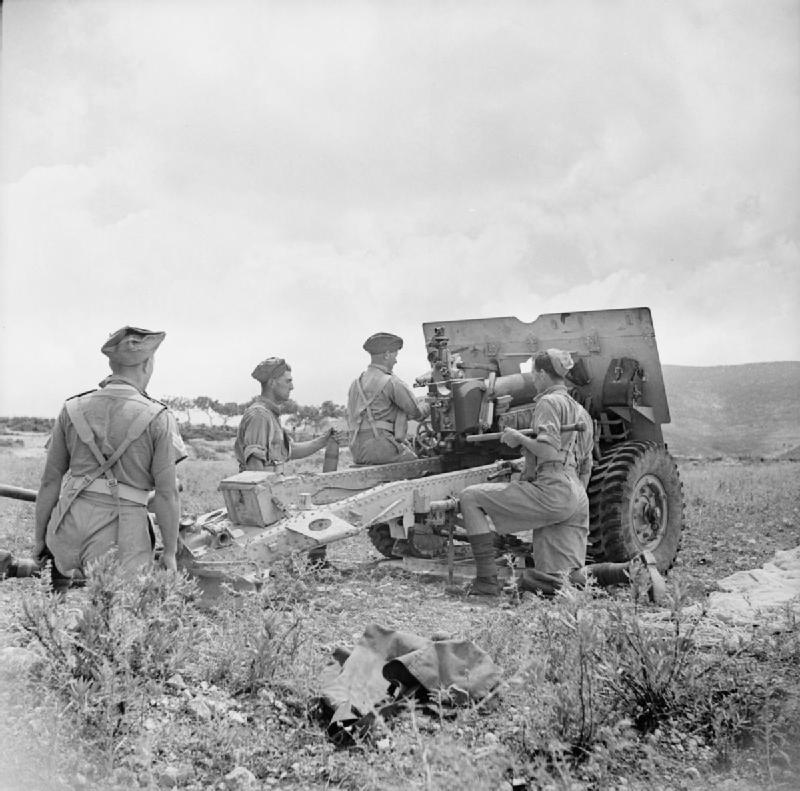
25-Ponder tijdens een schietoefening in de bergen bij Tripoli (Libanon) (7 juni 1943)

Officieel de ‘Ordnance, Quick Firing 25-pounder Mark I on Carriage 18-pr Mark IV, of Ordnance, Quick Firing 25-pounder Mark I on Carriage 18-pr Mark V, maar werd gewoonlijk de 18/25-pounder genoemd.
De Mark I was een 3,45 inch (8,76 cm) voering ("loose liner") in een aangepaste Ordnance QF 18-ponder 3,3 inch (8,4 cm) schietbuis met een 25-ponder kulas.
Door gebruik van de 18-ponder schietbuis kon ook het 18-ponder affuit zonder aanpassingen gebruikt worden. Ze maakten gebruik van de Mk IV P wangaffuit of de Mk V P spreidaffuit) van de 18-ponder. De eerste versies hadden ook de richtapparatuur van de 18-ponder, maar later kregen ze een Probert-vizier.
De 18/25-pounder kwam in 1937 in Britse dienst. Er weren er ongeveer 1500 gebouwd.
Onder andere de BEF in 1939-1940 en sommige eenheden in het Midden-Oosten en India hebben deze gebruikt. Ze zijn ingezet in Frankrijk, Noorwegen en Noord-Afrika voordat ze vervangen werden door de standaard 25 ponder. Enkele gingen verloren tijdens de Noorse campagne en 704 gingen er verloren in Frankrijk. De overgebleven exemplaren werden ingezet in Noord-Afrika (tot eind 1941) en India. Dit type 25-ponder kon door het 18-ponder affuit geen zwaardere ladingen aan dan lading 3.

### Mark II

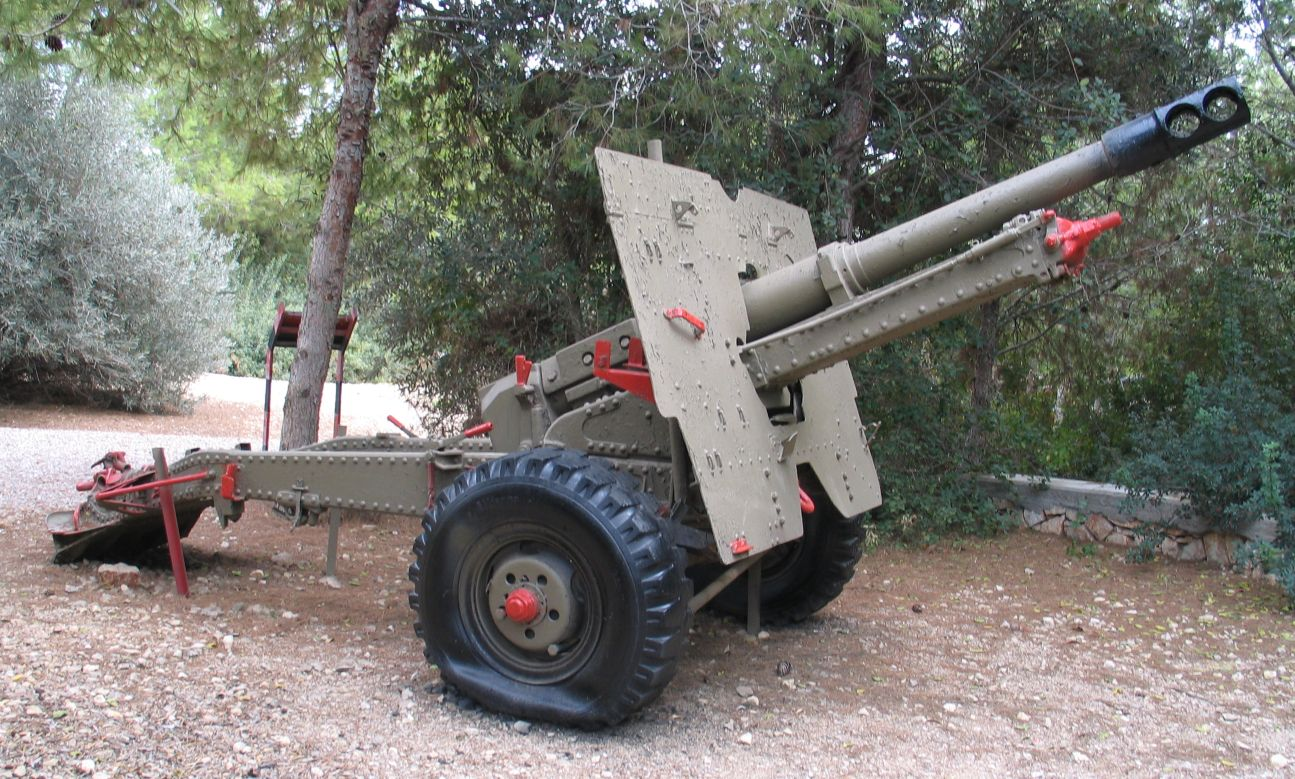
25-Ponder met mondingsrem

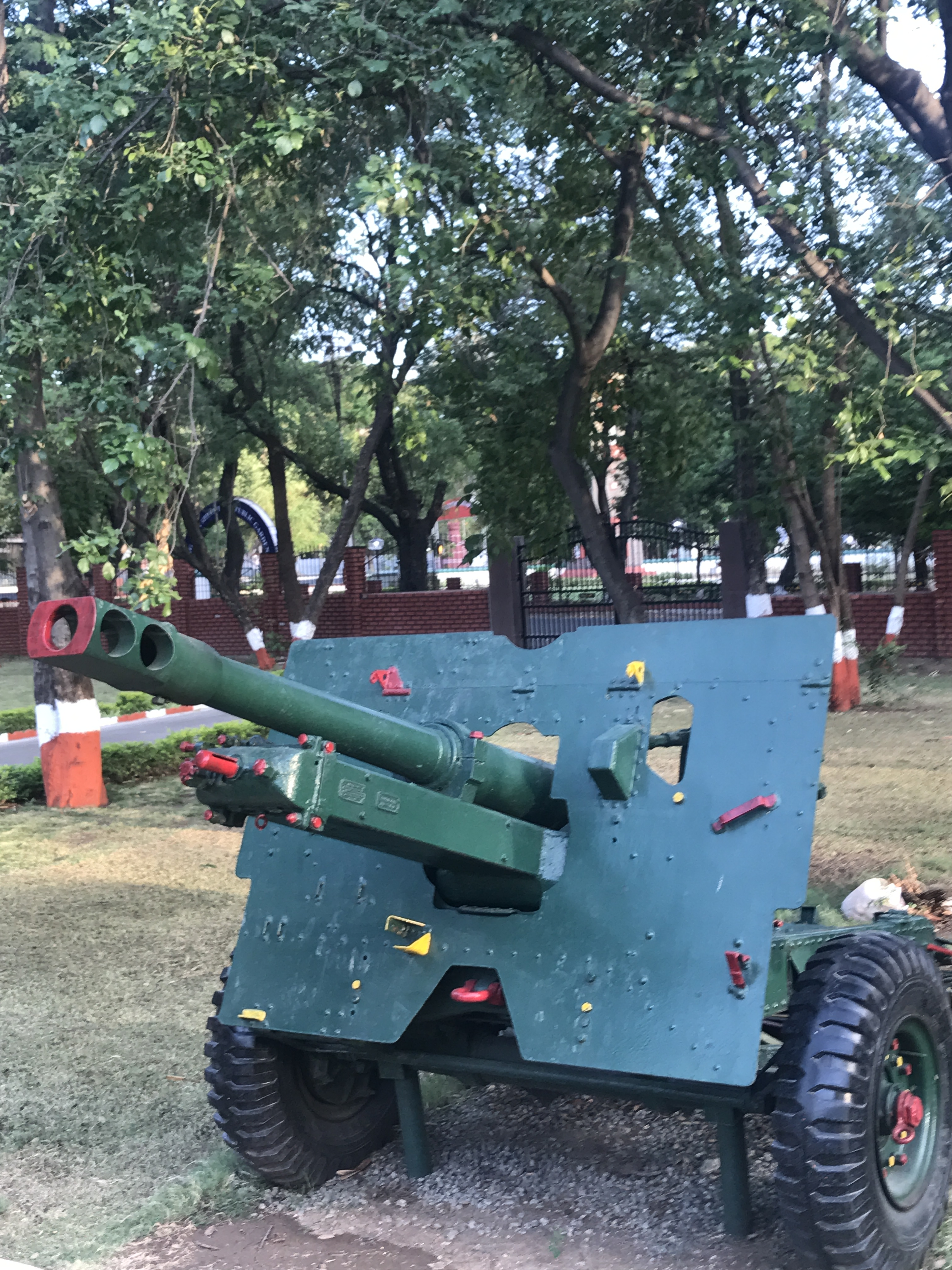
25-Ponder Mk II in een Indiaas museum

De Mark II, gemonteerd op het Mark I affuit, was de standaard 25-ponder tijdens de oorlog. Ze zijn vanaf begin 1940 gebouwd in het Verenigd Koninkrijk, Australië en Canada. De eerste werden geleverd aan een Canadees regiment dat in mei 1940 in het Verenigd Koninkrijk was gestationeerd. In 1942 werd een mondingsrem aangebracht om de instabiliteit te elimineren die werd veroorzaakt door het afvuren van de 20 lb AP shell met Charge Super bij vuur met directe richting. Om de balans van de schietbuis op de tappen te behouden, werd ook een contragewicht geïnstalleerd, net voor de stuitring. Alle vuurmonden werden zo gemodificeerd.
Mark II’s zijn in de loop der tijd uitgerust geweest met verschillende soorten schietbuizen en affuiten:
Schietbuizen
- Mark I schietbuis, Oorspronkelijke versie met losse voering ((en) “liner”[43]).[45]
- Mark II schietbuis, Standaard versie, ook gefabriceerd in Canada als C Mk II.[45]
- Mark II/I schietbuis, In 1946 gemodificeerde Mk II met een gemodificeerde kulas ring (“ ‘‘breech ring’‘ ”[43]) door de achterste rand af te ronden((en) “ morticing ”[43]) , en ook de achterste rand van het afsluiterblok af te ronden. Hierdoor brak de ring minder vaak.
- ‘‘‘Mark III schietbuis’‘‘, een Mark II met een aangepaste laadslede ((en) “receiver”[43]) zodat granaten niet teruggleiden als ze geladen worden bij een grote elevatie.[45] Vanaf januari 1944.
- Mark III/I schietbuis, Mk III met dezelfde modificatie als de Mk II/I.
- Mark IV schietbuis, De Mark IV was identiek aan de Mark III/I, en werd geproduceerd met de gemodificeerde afsluiter ring and a paired block.
- Mark VI schietbuis, Versie met een nogmaals gemodificeerde kulas ring ((en) “breech ring”[43]) vanaf 1964.[45]
- 105mm schietbuis, tussen 1955 en 1957 werden de 18 Luxemburgse 25-ponders gemodificeerd en voorzien van een 105mm-schietbuis met een nieuw type mondingsrem. De modificatie werd uitgevoerd in L’Arsenal de Rocourt.in België.[46] Het kaliber van 105 mm was gelijk aan dat van de vuurmonden van bij de Amerikaanse eenheden in West-Duitsland waarbij het Luxemburgse artilleriebataljon in NAVO verband onder bevel kwam.

Affuiten
- Mark I affuit, het eerste echte 25-ponder affuit. Later in de oorlog hadden sommige een dubbel pantserschild met afstandshouders ertussen.
- Jury axle[47], tijdens de Birma-campagne ontwikkelden leden van het 129 (Lowland) Jungle Field Artillery Regiment een geïmproviseerde aanpassing waarbij een jeep-as en -wielen gebruikt werden zodat de spoorbreedte 20 inch smaller werd en de vuurmond gemakkelijker langs smalle junglepaden getransporteerd kon worden. Er waren ook wat kleine aanpassingen aan het staartstuk gedaan. Deze aanpassing werd de ”Jury as” ((nl) ” geïmproviseerde as ”) genoemd. Het bleek dat de vuurmond bij afvuren stabiel was. Waarschijnlijk werd de vuurmond ook zonder pantserschild gebruikt, en kon het worden gedemonteerd voor transport in jeeps en Douglas C-47 Dakota transportvliegtuigen.[48][49]
- Mark II affuit, de officiële variant van de Jury Axle-versie met smalle spoorbreedte, met onder andere een smaller pantserschild en een kleinere radbedding (nr. 22) en gemodificeerde jeep-wielen.
- Mark III affuit,een verdere ontwikkeling van de Mark II met voorzieningen om de vuurmond op te kunnen krikken om met grotere elevatie te kunnen vuren, zonder dat het staartstuk moest worden ingraven. Dit affuit werd kort na de oorlog geïntroduceerd. De Mark III had ook de smalle spoorbreedte.
- Mark IV affuit, bestemd voor de in Australië ontworpen korte 25-ponder. Eén of twee prototypes geproduceerd.

### Short, Mark I

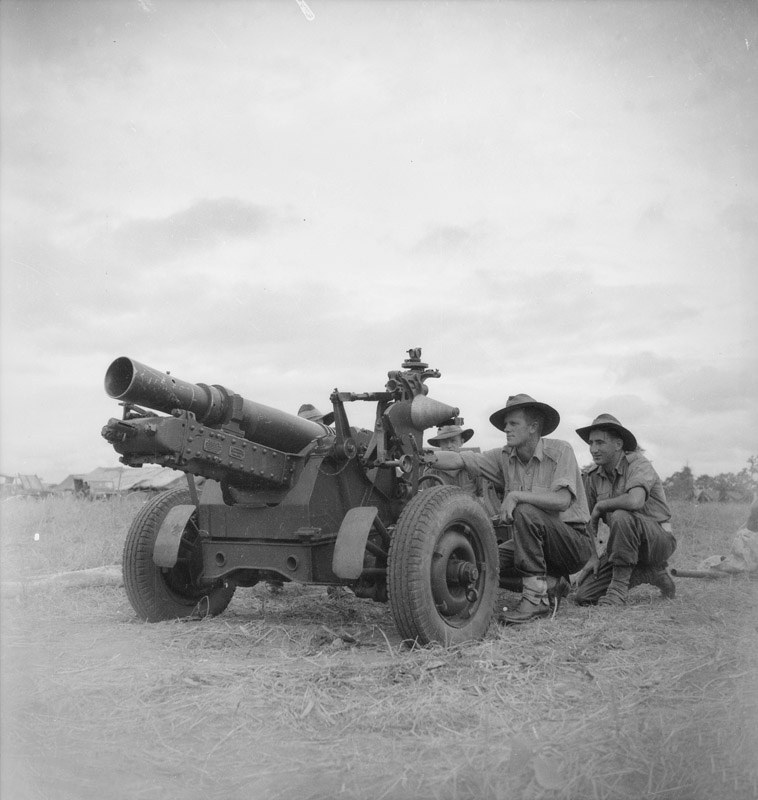
A Short 25-pounder in New Guinea in 1944

De 25-pounder Short Mark I, of Baby 25-pdr, was een Australische pack gun versie van de 25-ponder. Deze werd voor het eerst geproduceerd in 1943. Dit was een verkorte versie van de standaard 25-ponder, gemonteerd op een licht affuit, het Carriage 25-pr Light, Mark 1. Met een gewicht van 1315 kg was het ongeveer 315 kg lichter dan de 25-ponder Mark II.
De "Baby" was bedoeld voor jungle-oorlogsvoering en werd alleen gebruikt door Australische eenheden in de Zuid-West Pacific. De vuurmond kon worden voortgetrokken door een jeep of werd in 13 delen vervoerd door de lucht. Tijdens de Nieuw-Guinea-campagne werd de vuurmond te voet steile junglepaden op gedragen.

### Gemechaniseerde 25-ponders

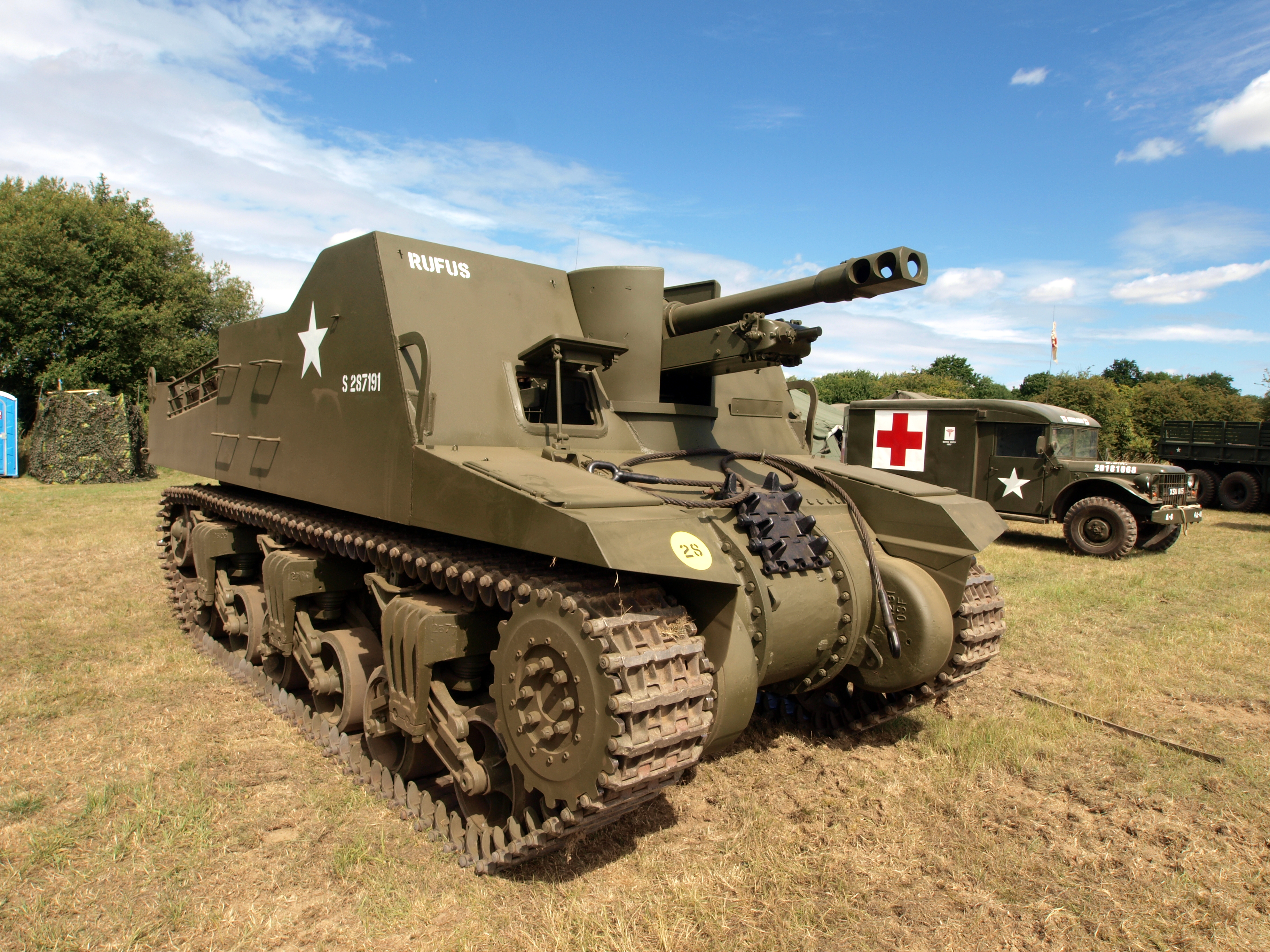
Sexton SPG

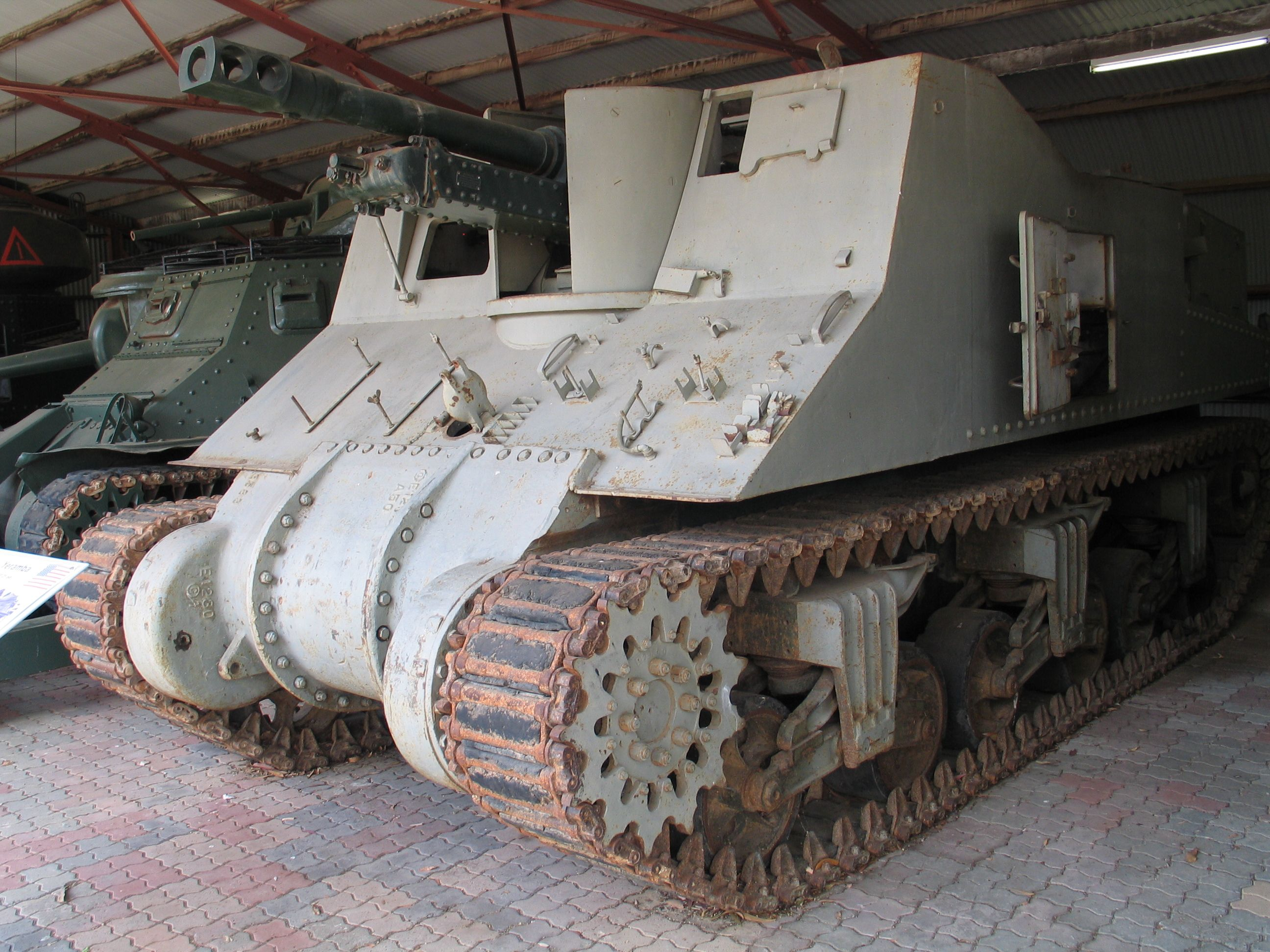
Yeramba SPG

#### Bishop
De Bishop ((nl) Bisschop) was een Britse gemechaniseerde vuurmond, die bestond uit een 25-ponder gemonteerd op een Valentine tankchassis. Hij werd ingevoerd in 1942 en nog datzelfde jaar vervangen door door de in de Verenigde Staten gebouwde M7 Priest ((nl) Priester).

#### Sexton
De in 1942 ingevoerde M7 Priest ((nl) Priester) bestond uit een Amerikaans 105mm-kanon gemonteerd op het M3 Grant tankchassis. De 105 mm week af van de Britse standaard (25-ponders) en gecompliceerde de logistiek. In de VS werd geprobeerd om een 25-ponder te plaatsen op een M7, maar het resultaat, de T51, voldeed niet. De Amerikanen konden geen middelen beschikbaar maken om een voertuig uitsluitend voor Brits gebruik te maken, dus wendde Groot-Brittannië zich tot Canada. In Canada werd de Sexton ((nl) Koster) ontwikkeld, een Canadese Ram-tank met de Britse 25-ponder. Het prototype verscheen in 1942. Voor de productie werden de Ram-tanks gebruikt die overigens veel onderdelen gebruikten van de Amerikaanse M3 Grant en later de M4 Sherman tanks. In totaal zijn er 2150 exemplaren van gebouwd en de voertuigen zijn na het einde van de Tweede Wereldoorlog nog jaren in gebruik gebleven.
Nederland nam in 1948 enkele Sextons van de Canadezen over. Vier stuks werden ingedeeld bij de Instructiebatterij Artillerie op Motoraffuit, een onderdeel dat opleidingen verzorgde voor gemechaniseerd geschut. Tot inzet bij de parate legeronderdelen kwam het echter niet; de Sexton werd in 1951 alweer uitgefaseerd.

#### Yeramba
De Yeramba was een Australische gemechaniseerde houwitser die eind jaren '40 werd ontwikkeld. Hij bestond uit een 25 ponder gemonteerd op een Amerikaans M3 Grant tankchassis. Van 1950 tot 1952 werden er 14 gebouwd door Ordnance Factory in Bendigo, Victoria (Australië) voor het Australische leger. De Yeramba werd in 1957 uit dienst genomen.
De naam komt van yeramba, een van de vele benamingen voor de Aboriginal-speerwerper die vooral bekend is als woomera of noslal.

## Gebruik door andere landen
Zie gebruikers

### België

##### Groep Veldartillerie Brigade Piron
In Engeland werd op 10 augustus 1940 de 1e Belgische Infanterie Brigade, beter bekend als de ”Brigade Piron” opgericht als Belgische bijdrage aan de geallieerde strijdmachten. Op 3 januari 1941 werd een groep veldartillerie opgericht in Carmarthen in Wales in het Verenigd Koninkrijk. De groep werd naar Brits voorbeeld georganiseerd.
In januari 1942 ontvangt de groep 25-ponders (Frans: “Canon de 25-livres”) die de tot dan toe gebruikte” ‘‘75mm Schneider’‘ ”vuurmonden ("Ordnance, QF, 75mm Mk 1" / Frans: “Canon de 75 modèle 1897”) vervangen.
De groep bestond uit een staf en twee gevechtsbatterijen (troops).
Elke gevechtsbatterij beschikte over 2 secties, elk met 2 stukken (FAT, 25-ponder vuurmond en munitieaanhanger) en een munitieploeg ((FAT met 2 munitieaanhangers), en beschikte daarnaast nog over 3 trucks 60cwt (3 ton), 5 trucks 15cwt (0,75 ton), 3 BSA M20 motorfietsen, 3 Willys jeeps, 2 White Scout cars en 1 Universal Carrier.
In de staf waren 1 truck 60cwt (3 ton) , 5 trucks 15cwt (0,75 ton), 1 BSA M20 motorfiets, 2 White Scout cars, 1 Universal Carrier en 2 Tilly auto’s ingedeeld.
Op 1 februari 1944 werd de Luxemburgse” ‘‘'C Batterij'‘‘ ”(C-Troop) opgericht in Ramsgate in het Verenigd Koninkrijk. Ze werd als derde gevechtsbatterij geplaatst onder de artilleriegroep van de “Brigade Piron””.
Zo'n twee maanden na de invasie in Normandië landde de groep in Normandië op 7 augustus 1944, waar ze onder het bevel van de Britse “6th Airborne Division” wordt geplaatst.
Begin september 1944 begeeft de Brigade Piron zich achter de Britse “Guards Pantserdivisie” aan richting Belgische grens, en komt op 4 september 1944 aan in Brussel. Halverwege de maand trekt men verder richting Nederland, en steunt de “Guards” divisie in de omgeving van Neerpelt.
Ook ondersteunt de groep de Operatie “Market Garden” en eind september eenheden in de regio van Wessem (NL) en Thorn (NL).
Op 17 november 1944 wordt de Brigade Piron afgelost en trekt zich terug naar de omgeving van Leuven. De brigade wordt ontbonden en de groep verdeelt zich over de dorpen, Merchtem, Steenhuffel, Opwijk en Wolvertem. Hier worden de fundamenten gelegd voor een nieuw naoorlogs artillerie regiment.
Door de bevrijding van België is er mankracht beschikbaar gekomen voor het leger. Deze ”oorlogsvrijwilligers” gaan samen met de “anciens” van de groep de basis vormen van een nieuw regiment.
Op 7 februari 1945 wordt officieel het “1e Regiment Veldartillerie” (1 Régiment d’Artillerie de Campagne) opgericht.
Op 28 april is de opleiding afgerond en vertrekt het Regiment naar het front en wordt ontplooid in de omgeving van Oosterhout (NL).
Op 8 mei tekent Duitsland de capitulatie en daarmee is de oorlog afgelopen.

##### Na 1945

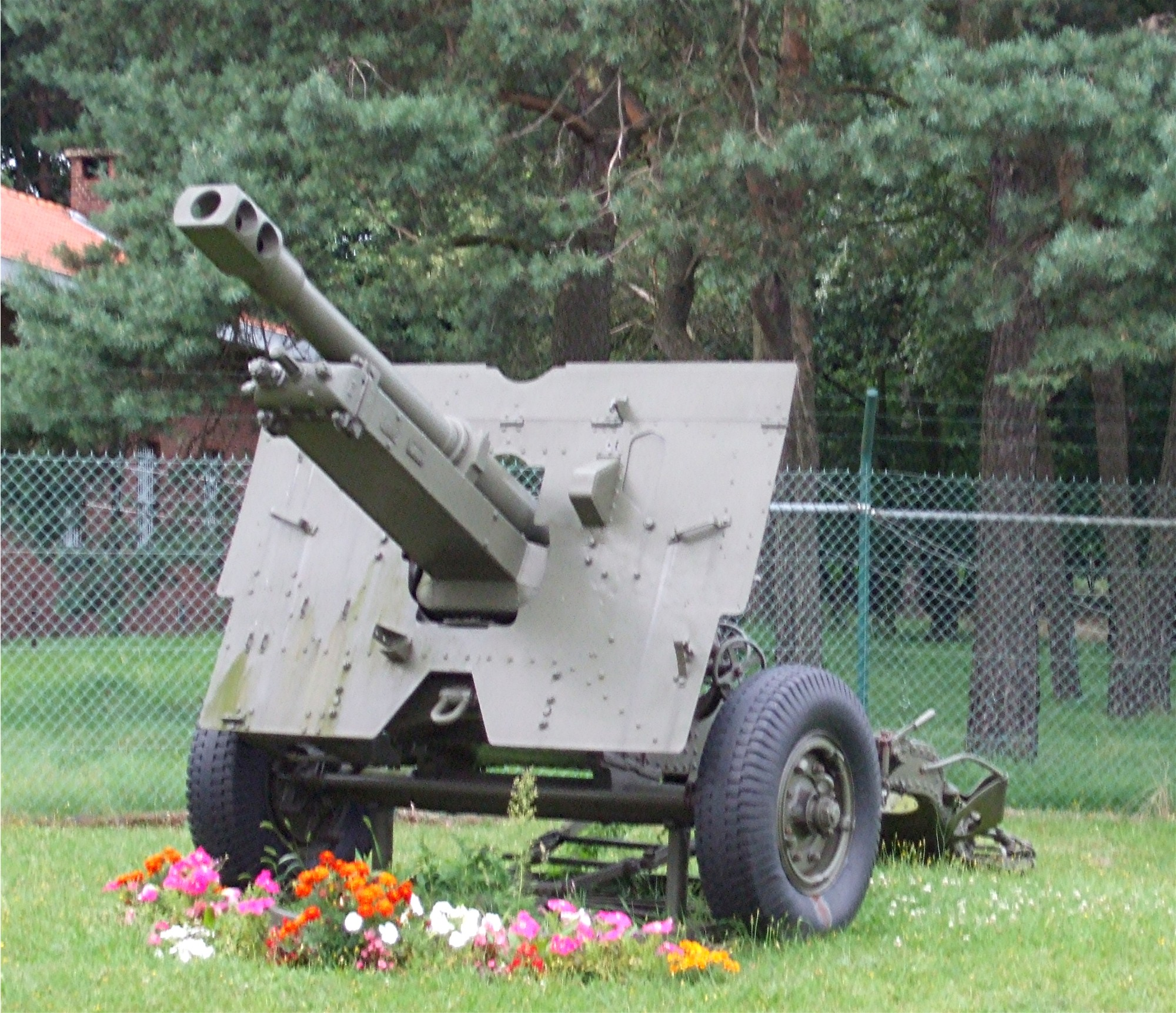
Belgische 25-ponder voor de kazerne in Helchteren

De naoorlogse Belgische veldartillerieregimenten met 25-ponders werden georganiseerd naar Brits voorbeeld. Elk regiment bestond uit 3 groepen. De groepen zijn genummerd: I, II en III; de batterijen zijn doorgaand genummerd van 1 tot 6. Elke groep had 2 batterijen en elke batterij beschikt over 4 vuurmonden 25-ponder met een munitiewagen Mk4 en getrokken door een trekker op wielen Fordson.
De volgende Belgische eenheden waren uitgerust met de 25-ponder:
- 1e Regiment Veldartillerie (1re Régiment d’Artillerie de Campagne) opgericht op 7 februari 1945.[70] Het 1e Regiment vestigt zich tot 1946 in Hasselt waarna het zich richting Duitsland begeeft als onderdeel van de Belgische strijdkrachten in Duitsland (BSD) (Frans: “Forces Belges en Allemagne (FBA)”) ), gelegerd in achtereenvolgens Brühl, Euskirchen, Soest, Lüdenscheid et Spich, en keert in 1964 terug naar België waar het zich vestigt in Bastogne.[70] Het taalregime is het Frans.[73]
- 2e Regiment Veldartillerie (2me Régiment d’Artillerie de Campagne), opgericht op 28 januari 1946 in Tienen. Haar taalregime is het Nederlands.[71] Op 1 februari 1957 worden de 25-ponders van 2A vervangen door getrokken 105 mm houwitsers M2A1 (later M101 genoemd).[74]
- 3e Regiment Veldartillerie (3me Régiment d’Artillerie de Campagne), opgericht op 20 mei 1946 in Hasselt. Het taalregime was het Frans. In 1952 werden de 25-ponders van 3A vervangen door getrokken 155mm houwitsers M1 (later M114 genoemd) met M4 13-ton rupstrekkers.[75]

### Nederland
Bij de Koninklijke Landmacht (KL) is de 25-ponder van 1943 tot 1985 in gebruik geweest. Het Koninklijk Nederlandsch-Indisch Leger (KNIL) heeft de 25-ponder gebruikt van 1945 tot en met haar opheffing in 1949. Ook de Mariniersbrigade in Nederlands-Indië gebruikte de 25-ponder van 1945 tot en met haar opheffing in 1949.
Vanwege het kaliber (8,76 cm) en de toepassing als veldgeschut werd de vuurmond ook wel de” ‘‘'9-veld'‘‘ ”genoemd.
Totdat de gemechaniseerde AMX-PRA 105 mm houwitser in 1965 de 25-ponder verving, was de 25-ponder het standaardgeschut van de lichte veldartillerie en in gebruik bij vele afdelingen.
Nadat het geschut uit bewapening van de parate eenheden was genomen, is het tot 1984 nog ingedeeld geweest bij mobilisabele onderdelen en gebruikt als oefengeschut op het Artillerie Schietkamp bij Oldebroek.
De 25-ponder wordt door de KL incidenteel nog gebruikt voor ceremoniële doeleinden, zoals saluutschoten.

#### Trekkers

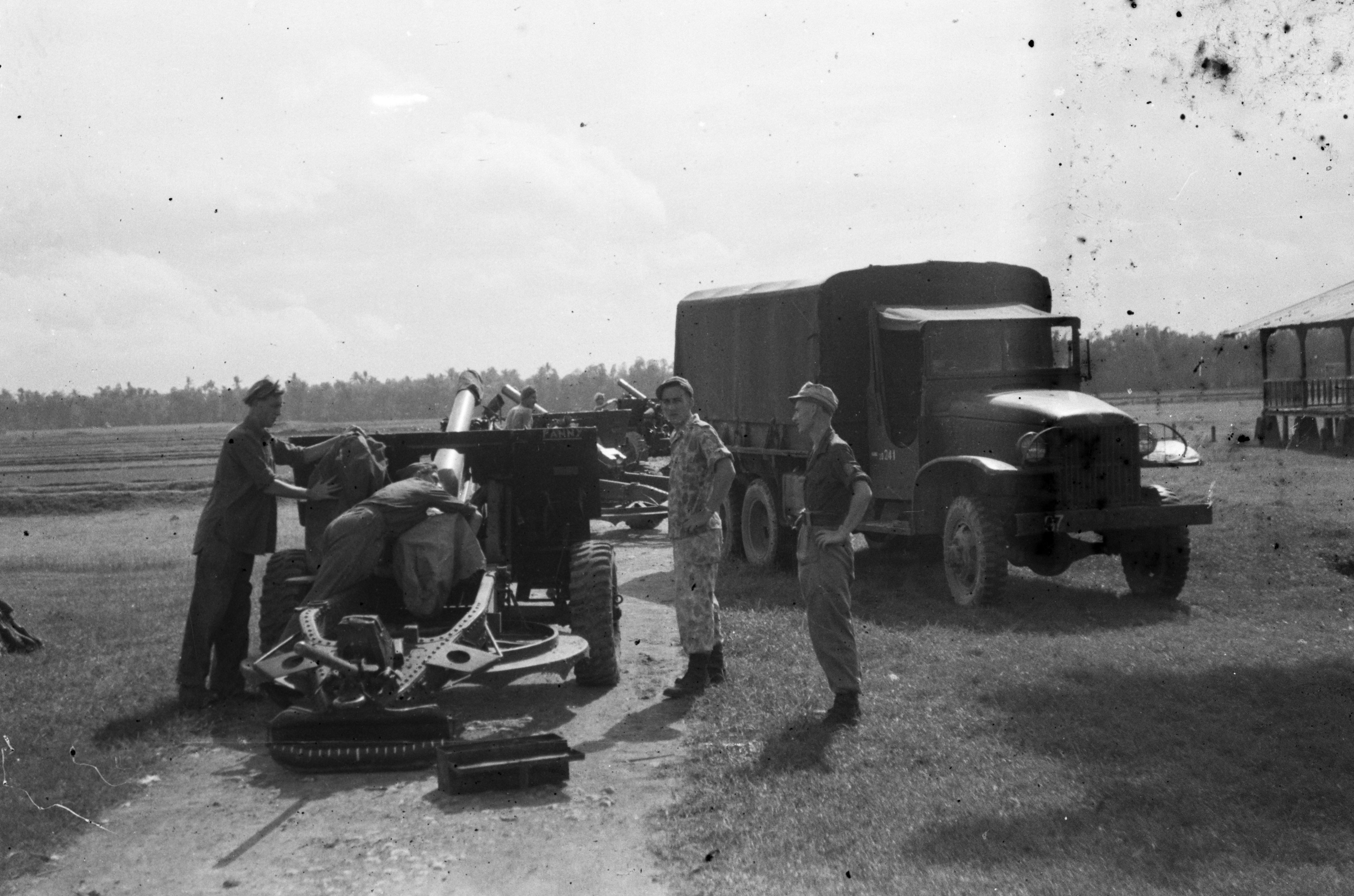
25-Ponders worden in stelling gebracht. Trekkend voertuig is een GMC-truck (december 1948)

Tijdens de Tweede Wereldoorlog en in de naoorlogse jaren waren de CMP Ford FGT en Chevrolet CGT de standaard trekker van de 25-ponder. Nederland beschikte over 165 CGT's en 101 FGT's. In Nederlands-Indië werden ook andere trucks ingezet, zoals de GMC 2,5t 6x6. Halverwege de jaren ‘50 werd de CGT/CFT vervangen door de DAF YA-328 AT 3-ton 6x6 enkellucht vrachtwagen voorzien van een lier met een kabel van 54 m en een trekkracht van 4,5 ton.

#### Inzet
De 25-ponder is door de Koninklijke Landmacht (KL) ingezet tijdens de Tweede Wereldoorlog.
De KL, het KNIL en de Mariniersbrigade in Nederlands-Indië zetten de 25-ponder in tijdens de Indonesische Onafhankelijkheidsoorlog.

#### Afdelingen

##### Batterij Veldartillerie Prinses Irene Brigade

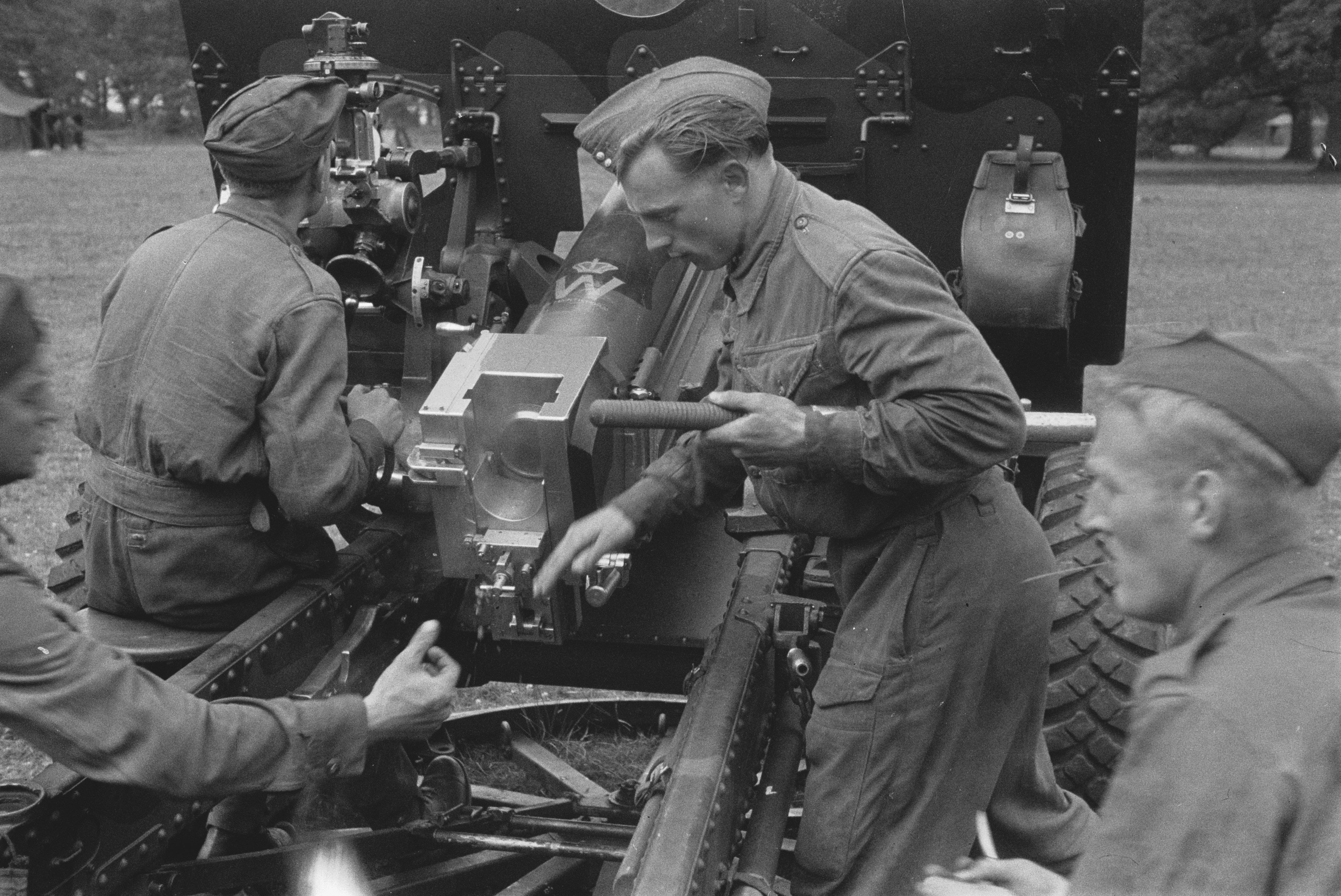
Oefeningen Prinses Irene Brigade in augustus 1943. Een 25-ponder gereed om te vuren. Op de schietbuis is een gekroonde “W” aangebracht.

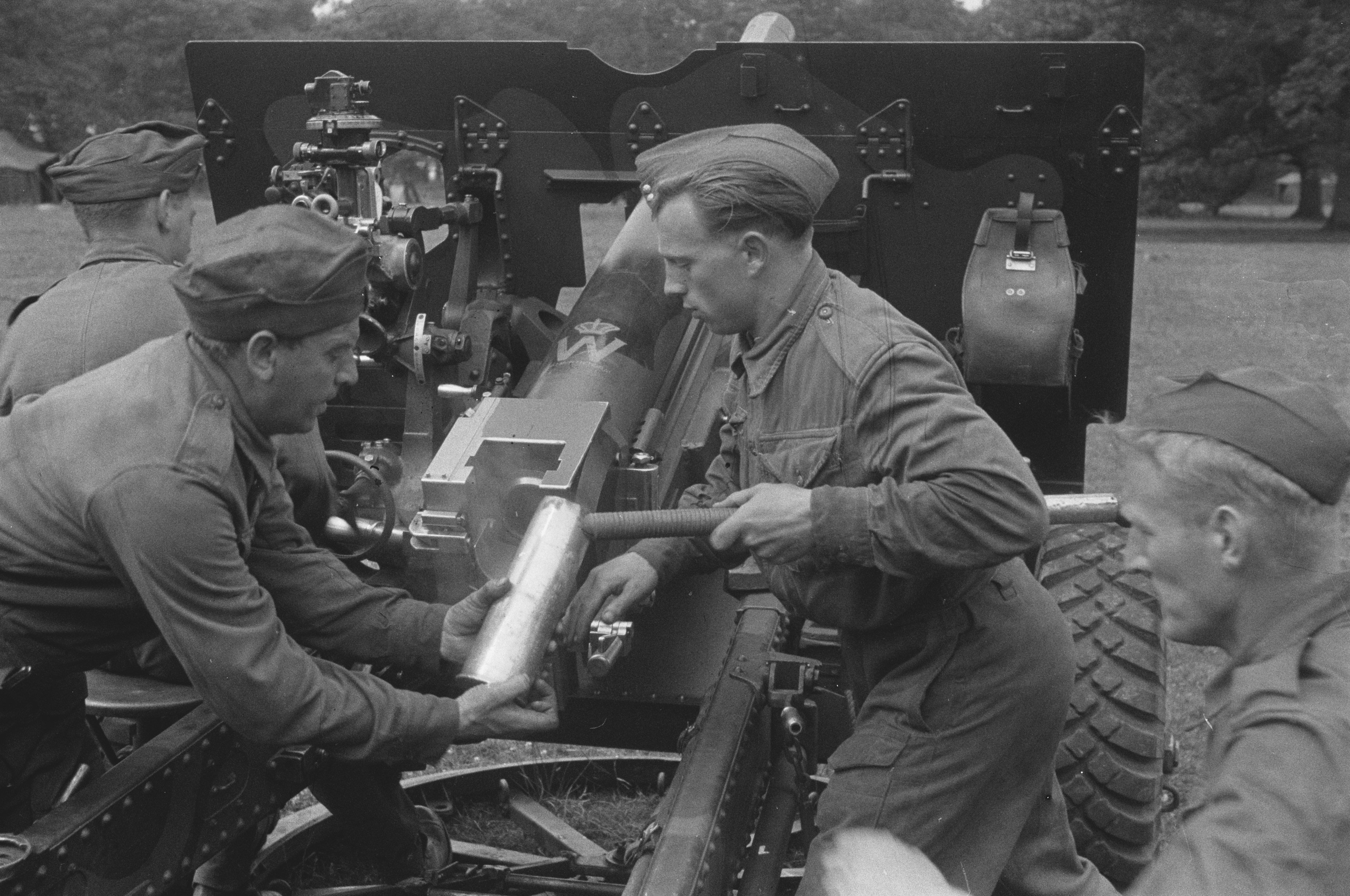
Oefeningen Prinses Irene Brigade in augustus 1943. Laden van een 25-ponder. Op de schietbuis is een gekroonde “W” aangebracht.

In Engeland werd op 11 januari 1941 de Prinses Irene Brigade (PIB) opgericht als Nederlandse bijdrage aan de geallieerde strijdmachten. Op 1 januari 1943 werd een batterij veldartillerie opgericht.De batterij telde 92 man en werd naar Brits voorbeeld georganiseerd.
De batterij bestond uit een batterijstaf en een gevechtsbatterij.
De gevechtsbatterij beschikte over 2 secties, elk met 2 stukken (CMP Ford FGT of Chevrolet CGT, 25-ponder vuurmond en munitieaanhanger) en een munitieploeg (CMP Ford FGT of Chevrolet CGT met 2 munitieaanhangers), en beschikte daarnaast nog over 3 trucks 60cwt (3 ton), 5 trucks 15cwt (0,75 ton), 3 BSA M20 motorfietsen, 3 Willys jeeps, 2 White Scout cars en 1 Universal Carrier.
In de batterijstaf waren 1 truck 60cwt (3 ton) , 5 trucks 15cwt (0,75 ton), 1 BSA M20 motorfiets, 2 White Scout cars, 1 Universal Carrier en 2 Tilly auto’s ingedeeld.
Zo'n twee maanden na de invasie in Normandië landde de batterij in Normandië. Al snel kreeg ze twee extra stukken en extra personeel bij zodat de sterkte op 130 man kwam. De batterij werd losgemaakt van de PIB en ingedeeld bij Britse en vervolgens Amerikaanse troepen, waaraan ze enkele weken vuursteun verleende. Daarna nam de batterij met de PIB deel aan de opmars door België. Vervolgens nam de batterij,  ingedeeld bij 4th Regiment Royal Horse Artillery, deel aan gevechten bij Hilvarenbeek en Tilburg. Van half november 1944 tot en met maart 1945 steunde de batterij geallieerde commandoraids in Zeeland. Van 22 tot 26 april 1945 ondersteunde de batterij in de Bommelerwaard de geallieerden in hun strijd om het gebied.
Van augustus 1944 t/m april 1945 verloor de batterij twee man en werden er 17.400 projectielen verschoten. Op 8 mei 1945 nam de batterij, weer als onderdeel van de PIB, deel aan de intocht in Den Haag en op 31 mei aan de grote overwinningsparade in Amsterdam. Op 13 juli 1945 werd de brigade, en daarmee de batterij, opgeheven.

##### KNIL

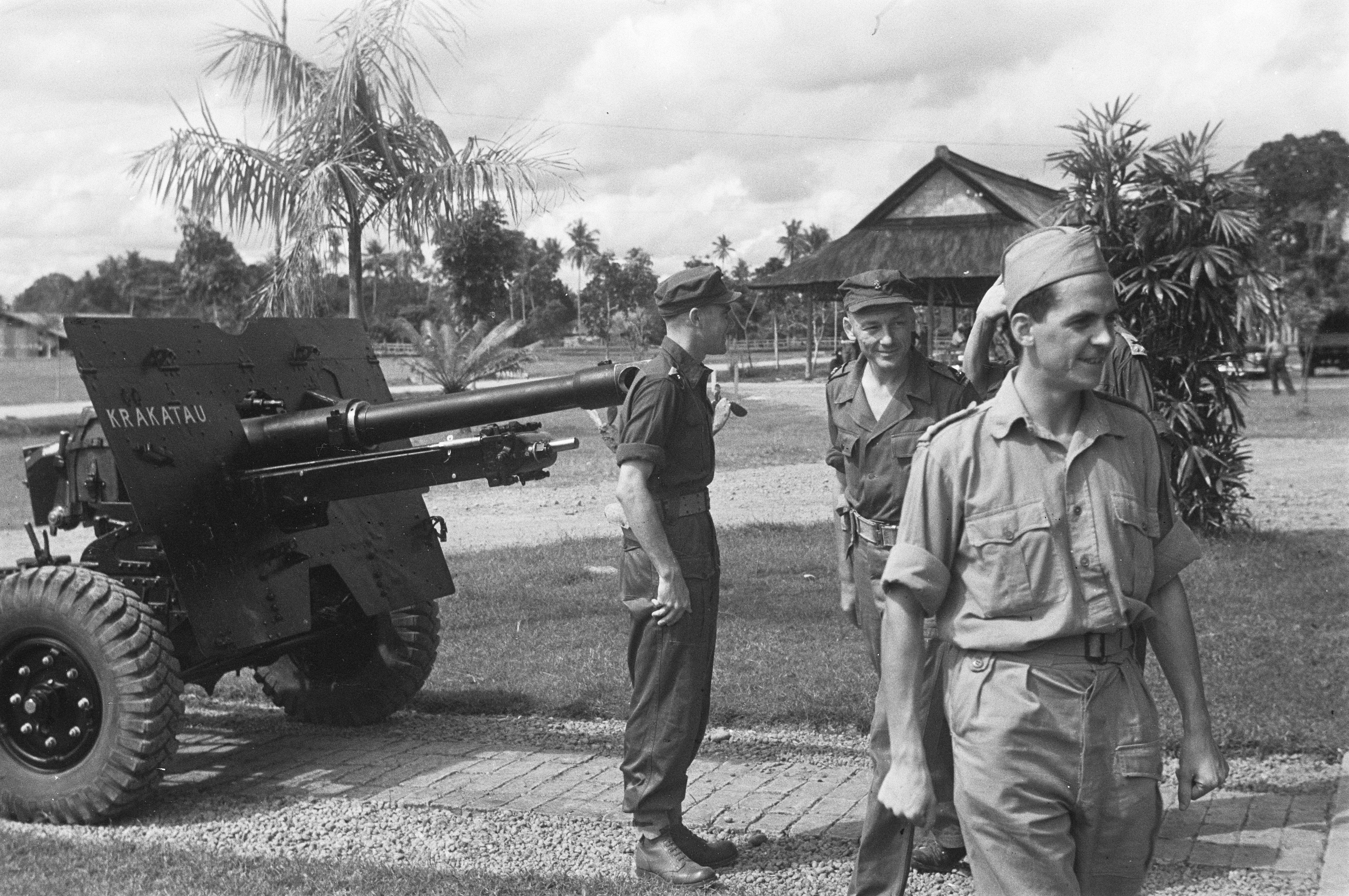
2 Artillerie-officieren KNIL bij een 25-ponder met de naam "Krakatau"

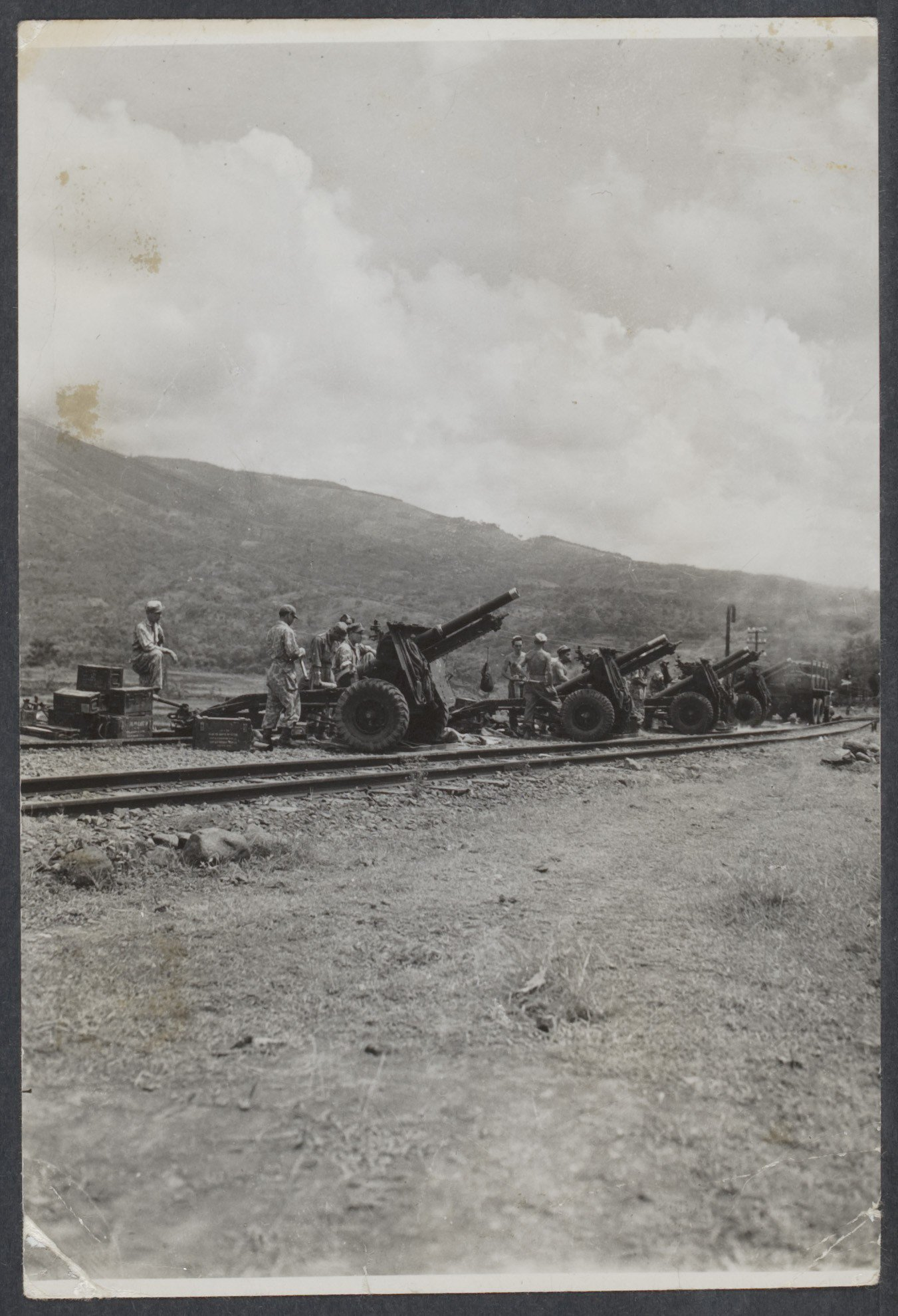
2e batterij van A I Veld KNIL in vuurlinie bij Ambarawa tijdens een actie bij Djamboe in het district Leuwiliang, niet ver van de grens met Bantam. 12 oktober 1947

Vlak na het einde van de Tweede Wereldoorlog werd duidelijk dat de situatie in Nederlands-Indië zo onrustig en ernstig was, dat er onmiddellijk Nederlandse troepen uitgezonden moesten worden om de rust en de orde in de kolonie te herstellen. Omdat er nog geen dienstplichtigen beschikbaar waren, werden er oorlogsvrijwilligers (OVW-ers) geworven. De reeds op Java aanwezige infanterie van het KNIL werd versterkt met uit Nederland afkomstige OVW-infanteriebataljons, maar moest het qua vuursteun stellen met de KNIL-artillerie, omdat er nog geen artillerie uit Nederland was gearriveerd.
De KNIL-artillerie bestond uit drie afdelingen: A I Veld, A II Veld en A III Veld (ook bekend als” Afdeling I, II en III Veldartillerie of 1e, 2e en 3e Afdeling Veldartillerie”/” AVA”), die in januari 1946 in Balikpapan op Borneo waren opgericht. De afdelingen waren uitgerust met van de Australiërs afkomstige 25-ponders. Vuurmonden die speciaal waren ontworpen voor oorlogvoering in de tropen (smalle spoorbreedte (1,63m) en knikaffuit). In 1948 werd gestart met de opheffing van de afdelingen A I Veld, A II Veld en A III Veld. Het personeel verhuisde grotendeels naar de nieuwe afdelingen VA I t/m VI.
- A I Veld[77] (1946-1948) bestond uit de A en B batterij en werd ingedeeld bij de T-brigade op Java. Het operatiegebied was Semarang, alwaar de afdeling de rest van 1946 zeer intensief aan de gevechten heeft deelgenomen.
- A II Veld[77] (1946-1948) bestond uit de C en D batterij en werd ingedeeld bij de X-brigade op Java. Het operatiegebied was Soerabaja, alwaar de afdeling de rest van 1946 zeer intensief aan de gevechten heeft deelgenomen.
- A III Veld[77] (1946-1948) bestond uit de E en F batterij en werd ingedeeld bij de U- en W-brigade op Java. Het operatiegebied was Tjiandjoer, alwaar de afdeling de rest van 1946 zeer intensief aan de gevechten heeft deelgenomen.

In 1947 werd besloten dat de KNIL-artillerie uitgebreid moest worden met het oog op aflossing van de KL-eenheden 4 t/m 7 AVA, die reeds geruime tijd in Nederlands-Indië verbleven. In de tweede helft van 1948 werd daarom gestart met de oprichting van de KNIL-afdelingen VA (Veldartillerie) I t/m VI. De kernen van de afdelingen werden gevorm door personeel van de KNIL-afdelingen A I Veld, A II Veld en A III Veld, die werden opgeheven. De afdelingen werden aangevuld met KL-personeel dat nog niet naar Nederland terugkeerde. De afdelingen werd uitgerust met materieel van de afgeloste KL-afdelingen 4 t/m 7 AVA. Bij de overdracht van de soevereiniteit aan Indonesië op 12 december 1949, werd het materieel van de afdelingen overgedragen aan het Indonesische leger.
- VA I[77] (1948-1949) werd ingedeeld bij de U-Brigade op Midden-Sumatra ter aflossing van 4 AVA. Het operatiegebied was Padang.
- VA II[77] (1948-1949) werd ingedeeld bij de X-Brigade op Oost-Java ter aflossing van 5 AVA. Het operatiegebied was Soerabaja.
- VA III[77] (1949) werd ingedeeld bij de Y-Brigade op Zuid-Sumatra ter aflossing van 6 AVA. Het operatiegebied was Palembang.
- VA IV[77] (1949) werd ingedeeld bij de Z-Brigade op Noord-Sumatra ter aflossing van 7 AVA. Het operatiegebied was Medan.
- VA V[77] (1949) werd ingedeeld bij de T-Brigade op Midden-Java. Het operatiegebied was Salatiga. VA V is niet als artillerie ingezet maar heeft alleen als infanterie opgetreden.
- VA IV[77] (1949) werd ingedeeld bij het Territoriaal Troepencommando te Midden-Java. Het operatiegebied was Salatiga. VA VI is niet als artillerie ingezet maar heeft alleen als infanterie opgetreden.

##### Mariniersbrigade
De Mariniersbrigade werd op 13 september 1945 opgericht in Camp Lejeune, het grote opleidingscentrum van het United States Marine Corps in Jacksonville in (North Carolina, VS). Door een tekort aan personeel, en men al de beschikking had over een zware wapencompagnie en 17 M4 Shermantanks met 105mm kanonnen, dacht men in Indië voldoende vuurkracht te hebben en besloot men het artilleriebataljon met Amerikaanse 105mm M3 pack houwitsers te laten vervallen. Na aankomst te Soerabaja, op 10 maart 1946, was al snel duidelijk dat er wel degelijk behoefte was aan artillerie en op 17 maart 1946 werd 1 Artilleriebataljon (Arbat) opgericht met 32 officieren en 574 overigen en met 25-ponders die overgenomen waren van Britse troepen. Op 10 april 1946 was de eerste inzet bij Menganti. Het bataljon bestond uit drie batterijen, de A, B en C batterij. De Arbat kwam tijdens beide politionele acties in actie.
Begin 1948 vond een grote reorganisatie (inkrimping) plaats bij de Mariniersbrigade omdat de OVW'ers terug naar Nederland gingen en vervangen werden door dienstplichtige mariniers. De Marbrig werd ingekrompen van 3 naar 2 infanteriebataljons, en ook het Arbat werd ingekrompen.
Het Arbat werd op 4 juni 1949 opgeheven, 3 dagen later, op 7 juni 1949, werd de Mariniersbrigade opgeheven.

##### Koninklijke Landmacht

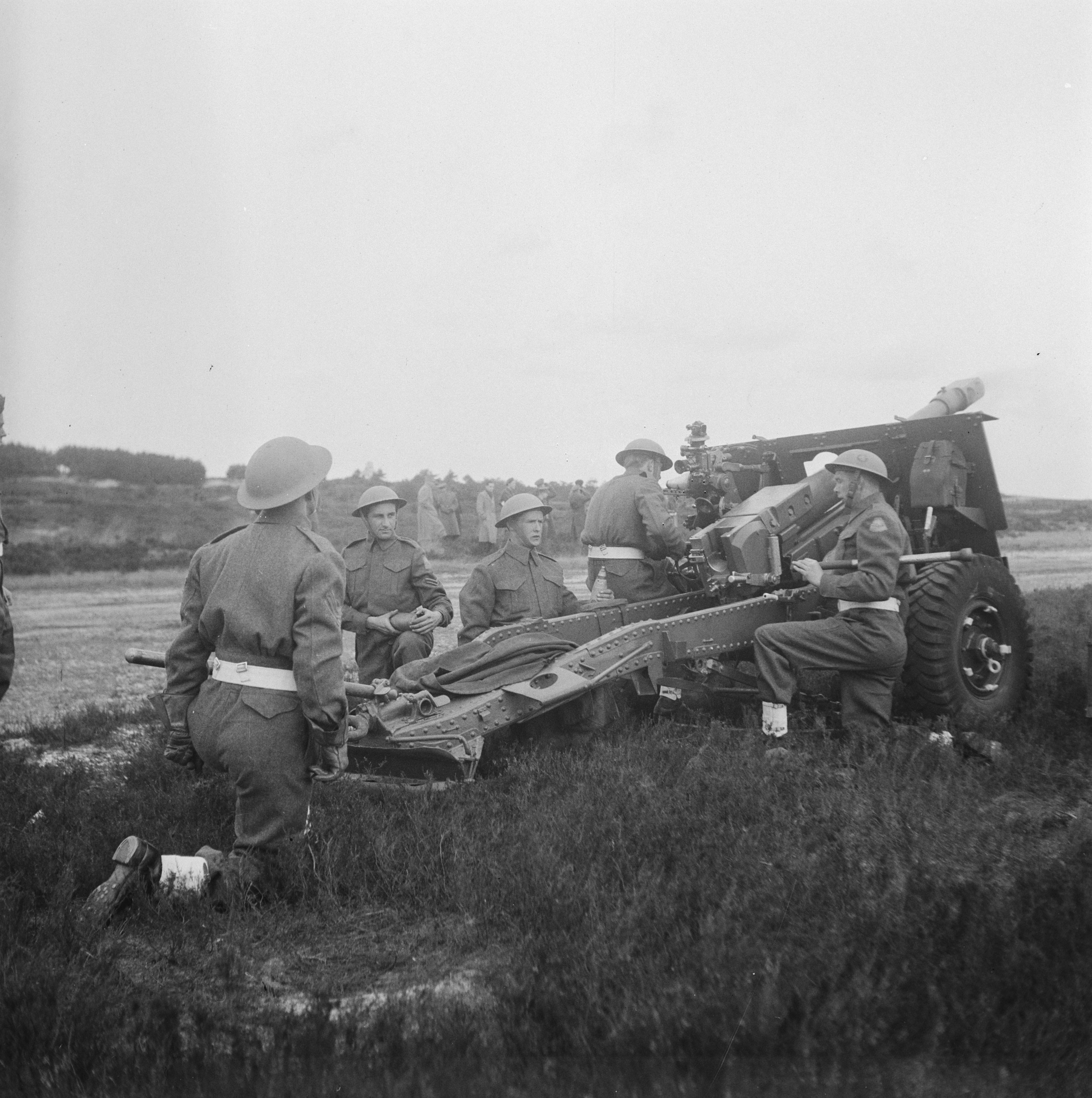
Schietoefeningen op het ASK in Oldebroek (12 april 1946)

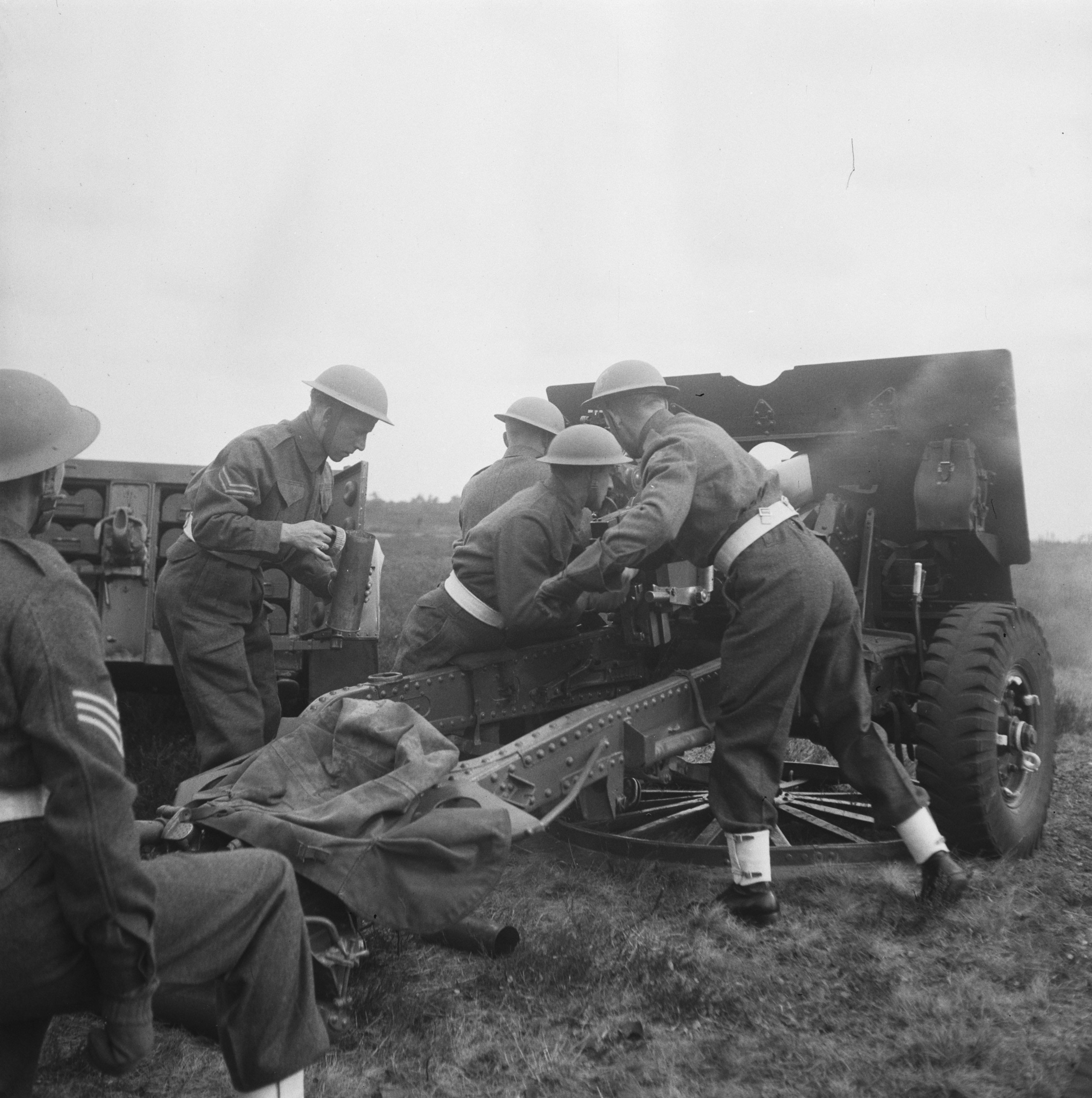
Schietoefeningen op het ASK in Oldebroek (12 april 1946). De no’s 1 (wmr), 2,3, 4 en 6 (kpl) en de munitieaanhanger zijn goed te zien.

Door reorganisaties en omnummeringen was de 25-ponder op enig moment van 1945 t/m 1985 ingedeeld bij de volgende, veelal mobilisabele, Afdelingen Veldartillerie: KL

###### Tot 1950
In het machtsvacuüm dat na de capitulatie van Japan en het einde van de Tweede Wereldoorlog in Nederlands-Indië was ontstaan, had Indonesië zichzelf onafhankelijk verklaard, en was er een chaotische situatie ontstaan in de Nederlandse kolonie. In november 1945 werd een aantal Nederlandse infanteriebataljons uitgezonden om het Nederlandse gezag te herstellen.
Op advies van kolonel Calmeyer, chef van het Militair Kabinet van de minister van Oorlog die in december 1945 de militaire situatie in Nederlands-Indië onderzocht had werd ter ondersteuning van de lichte infanteriebataljons een groot aantal zwaardere eenheden gestuurd, waaronder 6 afdelingen veldartillerie. Deze eenheden kwamen bekend te staan als de “Calmeyer-eenheden”.
Op 1 april 1946 werden met ongeveer 800 oorlogsvrijwilligers (OVW-ers) acht batterijen veldartillerie opgericht, die werden aangeduid als 1 t/m 8 Batterij Veldartillerie (BtVA). Deze werden later 2- aan-2 tot 4 afdelingen samengevoegd: 4 t/m 7 Afdeling Veldartillerie (AVA) (1 t/m 3 Afdeling bestonden namelijk al, dat waren A I t/m A III Veld van het KNIL). 1 t/m 8 BtVA en de batterijen van de KNIL afdelingen werden daarbij omgenummerd en met letters aangeduid. De batterijen van de KNIL-afdelingen A I t/m A III Veld werden de A t/m F- batterij en 1 t/m 8 BtVA werden de G- t/m O-batterijen (er werd geen “i”-batterij geformeerd) van 4 t/m 7 AVA.
Eind 1946 werden nog 8 AVA en 9 AVA opgericht, die grotendeels uit dienstplichtigen bestonden. Deze bestonden uit respectievelijk de P- en Q- en de R- en S-batterijen.
Tijdens de Eerste Politionele Actie in juli 1947 en de Tweede Politionele Actie eind 1948 kwam nagenoeg de volledige artillerie in actie ter ondersteuning van de infanterie op Java en Sumatra.
- 4 AVA[77] (1946-1949) bestond uit de G en H batterij. werd ingedeeld bij de U-Brigade en het Territoriaal Troepencommando te Midden-Sumatra. Aanvankelijk was Padang het operatiegebied van de afdeling, later werd dat Fort de Kock. 4 AVA kwam bij Padang al snel in vuurcontact met de tegenstander, op 2 december 1946 voor het eerst. In januari 1947 verleende de afdeling nog enkele malen vuursteun, waarna een periode van relatieve rust aanbrak. Daarna trad de afdeling vooral nog op als infanterie.
- 5 AVA[77][95] (1946-1949) bestond uit de J en K batterij. was de enige afdeling die op Java bleef. De afdeling had aanvankelijk Bandoeng en Tjimahi als operatiegebied; later werd dat onder andere Solo en Madioen.
- 6 AVA[77] (1946-1949) ) bestond uit de L en M batterij. werd ingedeeld bij de Y-Brigade en het Territoriaal Troepencommando te Zuid-Sumatra. De afdeling had in Batavia net voor vertrek vuurmonden gekregen, die in niet al te beste staat verkeerden. Met veel moeite wist men de oude 25-ponders te kalibreren. Aan het eind van het jaar had 6 AVA echter nog steeds geen trekkers ontvangen en toen de afdeling die uiteindelijk kreeg, bleken het er te weinig en waren er onvoldoende chauffeurs, die ook nog eens onvoldoende opgeleid waren. 6 AVA kreeg Palembang als operatiegebied en kwam al spoedig terecht in zware gevechten. Nog voor het eind van het jaar sneuvelden de eerste militairen tijdens gevechten met Republikeinse militairen. In de eerste week van januari verleende 6 AVA dagelijks vuursteun aan de eenheden van de Y-Brigade. Daarna werd het rustiger, waarna de afdeling verhuisde richting Kareng Endah.
- 7 AVA[77] (1946-1949) bestond uit de N en O batterij. werd ingedeeld bij de Z-Brigade en het Territoriaal Troepencommando te Noord-Sumatra. Het onderdeel had aanvankelijk Medan als operatiegebied; later was dat Pematang. In Medan was het nogal onrustig en 7 AVA kwam meteen in actie. In de maanden die volgden, verleende de afdeling vele malen vuursteun.
- 8 AVA[77] (1946-1949) bestond uit de P en Q batterij. werd ingedeeld bij de Y-Brigade en het Territoriaal Troepencommando te Zuid-Sumatra. Het onderdeel had Palembang als operatiegebied en is daar met name op als infanterie ingezet.
- 9 AVA[77] (1946-1950) bestond uit de R en S batterij. werd ingedeeld bij de Z-Brigade en het Territoriaal Troepencommando te Noord-Sumatra. Het onderdeel had Brastagi als operatiegebied en is vooral als infanterie ingezet.

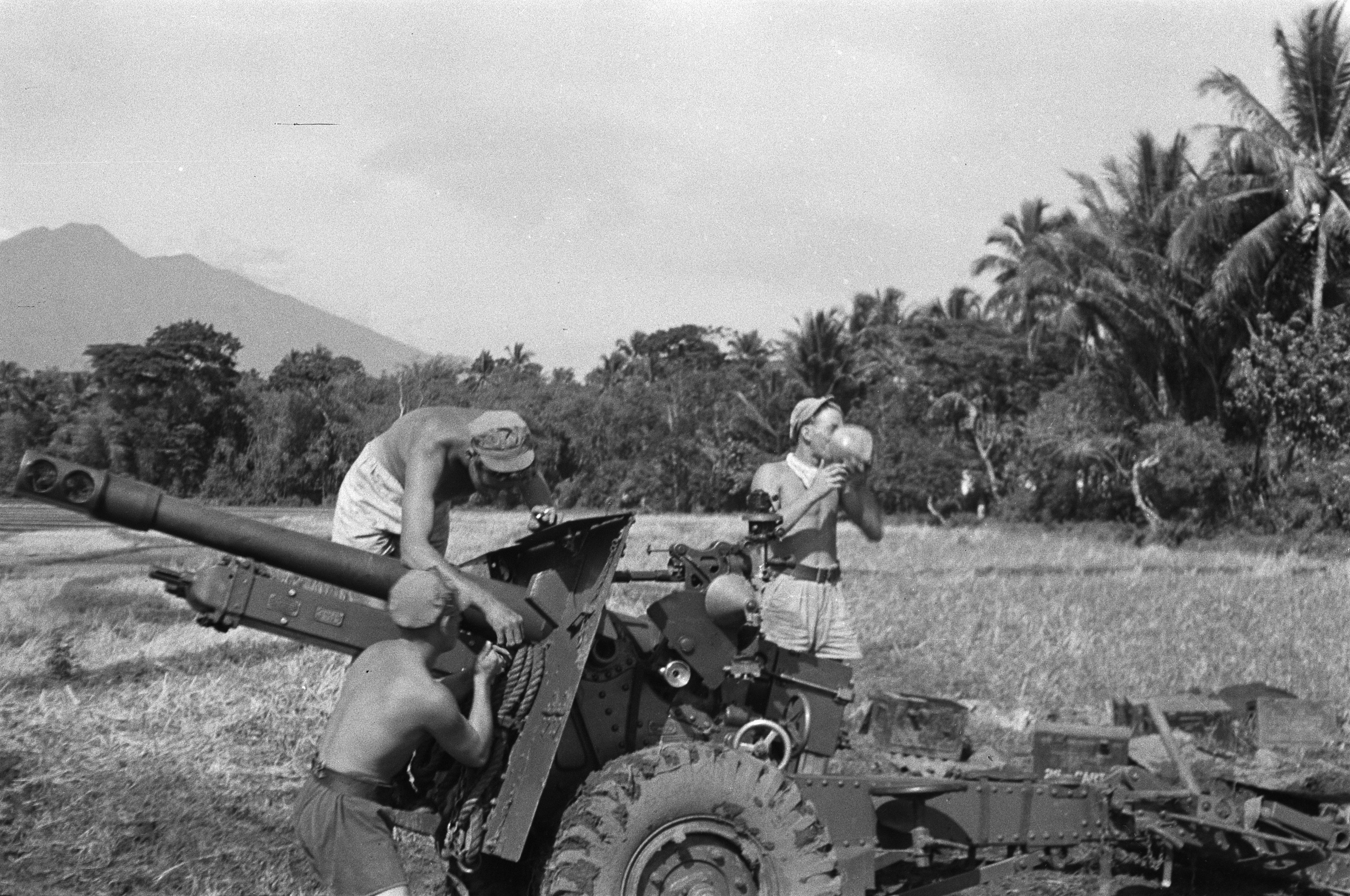
Kanonniers van II-2 RVA bij hun 25-ponder bij Reksosari in Salatiga (23 oktober 1947)

Als voortvloeisel uit de reeds tijdens de Tweede Wereldoorlog genomen beslissing een Expeditionaire Macht te vormen, bestemd voor uitzending naar Nederlands-Indië, werd in 1946 de 1e Divisie gevormd, ook bekend als de Divisie '7 December'. De divisieartillerie werd gevormd door drie regimenten veldartillerie (RVA), 2 RVA, 6 RVA en 8 RVA die op 1 september 1946 werden opgericht in Ede. Begin 1947 volgde de oprichting van de 2e Divisie, met 12 RVA, 16 RVA en 18 RVA, en in 1948 de oprichting 41 RVA, 42 RVA en 43 RVA.
Naar Engels voorbeeld telden deze RVA’s 3 afdelingen met elk 2 batterijen met elk vier 25-ponders. De regimenten telden in totaal 72 vuurmonden en circa 1900 man personeel, hoofdzakelijk dienstplichtingen. De regimenten werden samengesteld en opgeleid bij de in 1946 opnieuw opgerichte negen vooroorlogse vredesregimenten 1 t/m 9 RVA, die ieder in 1946 een afdeling leverden voor 2 RVA, 6 RVA en 8 RVA, en in 1947 een voor 12 RVA, 16 RVA en 18 RVA, en in 1948 een voor 41 RVA, 42 RVA en 43 RVA.
Binnen een regiment waren de batterijen doorgenummerd. De 1e afdeling beschikte over de A en de B batterij, de 2e Afdeling over de C en D batterij en de 3e afdeling over de E en F batterij. Voorbeeld: de D-batterij (2 Afd) van 41 RVA werd weergegeven als D-2-41 RVA.
Op 27 december 1949 werd Indonesië formeel onafhankelijk en kort daarna keerden de regimenten terug naar Nederland en werden opgeheven.
- 2 RVA[77] (1946-1949)
- 6 RVA[77][96](1946-1949)
- 8 RVA[77] (1946-1949)
- 12 RVA[77] (1947-1950)
- 16 RVA[77] (1947-1950) in Nederlands-Indië heeft 16 RVA nooit als artillerie-eenheid geopereerd, omdat dit niet meer nodig werd geacht. Het personeel werd verdeeld over diverse staven en verzorgingseenheden.
- 18 RVA[77] (1947-1950) in Nederlands-Indië heeft 18 RVA nooit als artillerie-eenheid geopereerd, omdat dit niet meer nodig werd geacht. Het personeel werd verdeeld over diverse staven en verzorgingseenheden.
- 41 RVA[77] (1948-1950) alleen 3-41 heeft in de Preanger ten zuiden van Bandoeng als artillerie opgetreden.
- 42 RVA[77] (1949-1950) Alleen de eerste afdeling (1-42 RVA) is bij de 42e Zelfstandige Infanterie Brigade (ook bekend als de G-brigade) te Oost-Java,en in het operatiegebied Balongblendo incidenteel als artillerie in actie gekomen.
- 43 RVA[77] (1949-1950) 1-43 RVA is in Nederlands Indië nooit als artillerie ingezet.

###### Na 1950

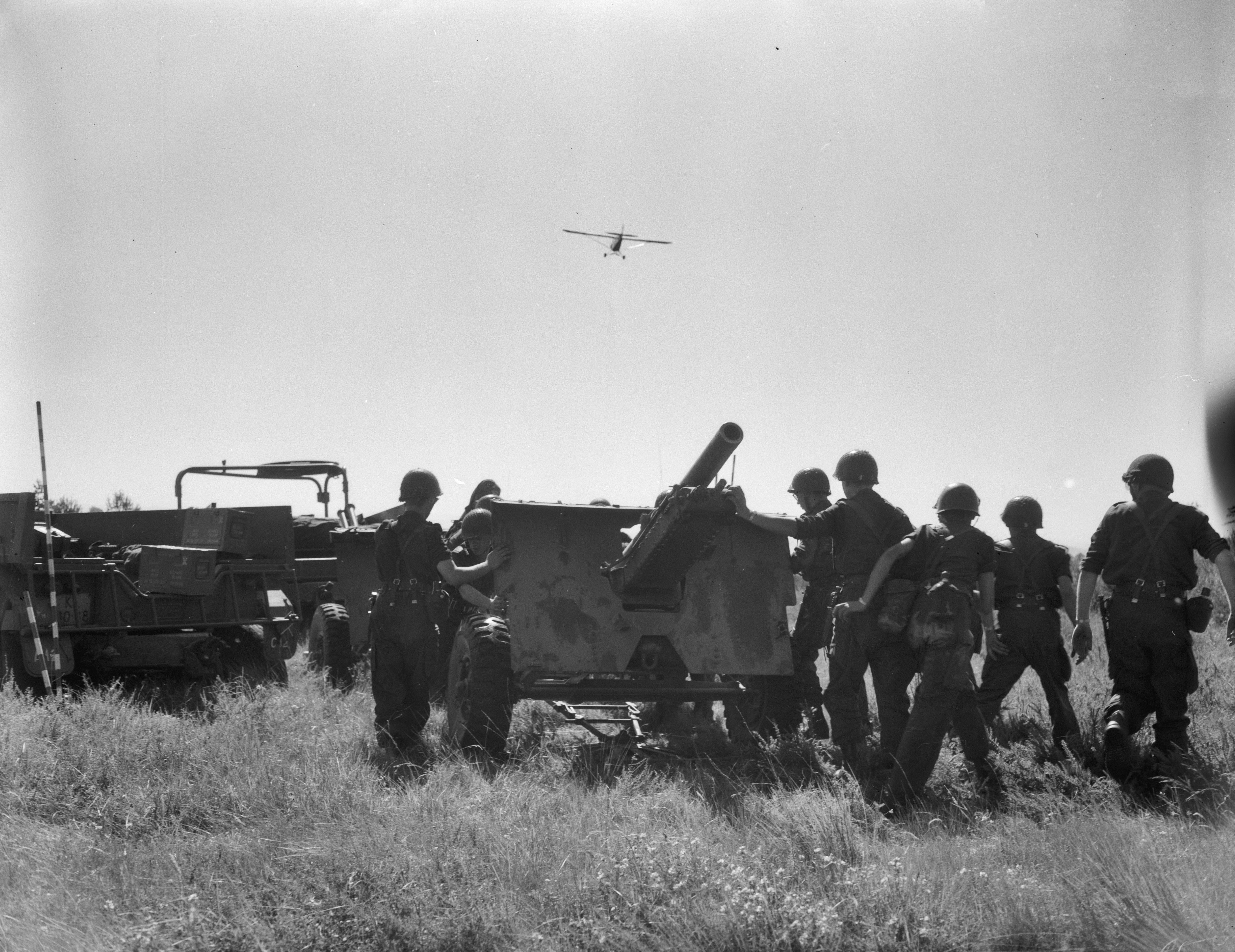
25-Ponders van 12 AfdVA worden in stelling gebracht tijdens oefeningen in La Courtine (F) (8 juli 1959)

Tot 1950 waren was de Koninklijke Landmacht (KL) vooral gericht op het opleiden van eenheden voor de strijd in Nederlands-Indië. Toen het einde van deze strijd eind 1949 in zicht kwam, werd de aandacht gericht op een gestructureerde opbouw van een veldleger in Nederland. De plannen voor de wederopbouw werden vastgelegd in Legerplan 1950, dat zich ten gevolge van de toetreding van Nederland in 1949 tot de NAVO, richtte op de opbouw van een veldleger volgens Amerikaans model. Het plan voorzag in een veldleger, bestaande uit vier divisies met de benodigde legerkorpstroepen en reserves, alsmede troepen voor de territoriale verdediging.
Legerkorps
- 11 Afdva[77] (1951-1963) Parate afdeling. Gelegerd in Schaarsbergen. In 195? mobilisabel gesteld. In 1957 weer paraat gesteld. In 1960 werden de 25-ponders vervangen door de 105 mm houwitsers M2A1 (later M101 genoemd).
- 12 Afdva[77] (1951-1994) (mobilisabel/paraat). In 1957 paraat gesteld en gelegerd in Grave. In 1969 werden de 25-ponders vervangen door de AMX PRA
- 13 Afdva[77] (1952-1980) Parate afdeling. Gelegerd in Schaarsbergen. In 1956 mobilisabel gesteld. In 1969 werden de 25-ponders vervangen door de AMX PRA.
- 21 Afdva[77] (1952-1953) (mobilisabel).
- 22 Afdva[77] (1952-1953) (mobilisabel).
- 23 Afdva[77] (1952-1953) (mobilisabel).
- 31 Afdva[77] (1951-1965) Parate afdeling met 25-ponders. Gelegerd in Ede. In 195? mobilisabel gesteld met 105mm houwitsers M2A1 (later M101 genoemd). Vanaf 1960 weer uitgerust met 25-ponders.
- 32 Afdva[77] (1950-1967) Mobilisabele afdeling. Vanaf 1960 uitgerust met 25-ponders.
- 33 Afdva[77] (1951-1965) Mobilisabele afdeling. Vanaf 1960 uitgerust met 25-ponders.
- 41 Afdva[77] (1952-2005) Parate afdeling, gelegerd in Wezep. In 1965 werden de 25-ponders vervangen door de AMX PRA.
- 42 Afdva[77] (1953-1994). Parate afdeling, gelegerd in Assen. In 1960 werden de 25-ponders vervangen 105 mm houwitsers M2A1(later ook bekend als M101)
- 43 Afdva[77] (1952-1994). Parate afdeling. Gelegerd in Oirschot en vanaf 1960 in Steenwijkerwold/Havelte. In 1965 werden de 25-ponders vervangen door de AMX PRA
- 51 Afdva[77] (1953-2005). (mobilisabele). In 1969 werden de 25-ponders vervangen door de AMX PRA.
- 52 Afdva[77] (1954-1974). (mobilisabel).
- 53 Afdva[77] (1954-1958). (mobilisabel).
- 62 Afdva[77] (1954-1957) (mobilisabel).
- 111 Afdva[77] (1959-1967) (mobilisabel).

Nationale Sector
450 t/m 455 Batterij Veldartillerie werden opgericht in de tweede helft van de jaren '50 en onder bevel gesteld van de Nationaal Territoriaal Bevelhebber. In 1967 werden vier van de zes batterijen opgeheven. De resterende twee batterijen, 451 en 452 Batterij Veldartillerie, werden in 1968 opgeheven. Ter vervanging van deze batterijen werden in de periode 1966-1968 vier afdelingen veldartillerie voorzien van 25-ponders: 301 t/m 304 Afdeling Veldartillerie. In april 1975 werden 301 en 302 Afdeling Veldartillerie opgeheven. De twee overgebleven afdelingen bleven bestaan.
- 441 Afdva[77] (1952-1959) (mobilisabel). Viel onder de 44 Regimentsgevechtsgroep (mobilisabel). De afdeling werd in 1959 omgenummerd naar 111 Afdeling Veldartillerie en onder bevel gesteld van het legerkorps.
- 450 BtVa[77] (1957-1967) (mobilisabel).
- 451 BtVa[77] (1957-1968) (mobilisabel).
- 452 BtVa[77] (1958-1968) (mobilisabel).
- 453 BtVa[77] (1958-1967) (mobilisabel).
- 454 BtVa[77] (1959-1967) (mobilisabel).
- 455 BtVa[77] (1959-1967) (mobilisabel).
- 301 Afdva[77] (1966-1975) (mobilisabel).
- 302 Afdva[77] (1967-1975) (mobilisabel).
- 303 Afdva[77] (1966-1991) (mobilisabel).
- 304 Afdva[77] (1969-1991) (mobilisabel).
- 171 BtVa[77] (1954-1956) (mobilisabel). Vanaf 1960 uitgerust met 25-ponders.[97]
- 172 BtVa[77] (1954-1956) (mobilisabel). Vanaf 1960 uitgerust met 25-ponders.[97]
- 173 BtVa[77] (1954-1956) (mobilisabel). Vanaf 1960 uitgerust met 25-ponders.[97]
- 174 BtVa[77] (1955-1958) (mobilisabel). Vanaf 1960 uitgerust met 25-ponders.[97]
- 175 BtVa[77] (1956-1959) (mobilisabel). Vanaf 1960 uitgerust met 25-ponders.[97]

### Luxemburg

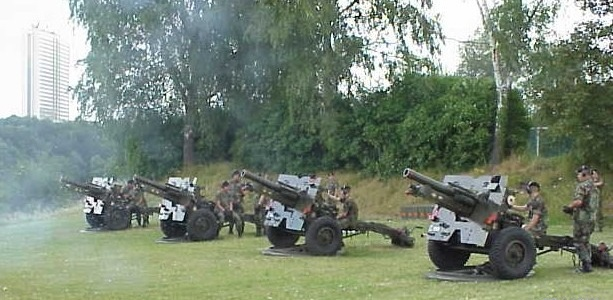
4 Luxemburgse 25-ponders met een 105mm schietbuis, tegenwoordig gebruikt voor ceremoniële taken

Op 1 februari 1944 werd de Luxemburgse” ‘‘'C Batterij'‘‘ ”(C-Troop) opgericht in Ramsgate in het Verenigd Koninkrijk. Ze werd als gevechtsbatterij geplaatst onder de artilleriegroep van de 1e Belgische Infanterie Brigade, beter bekend als de” ‘‘Brigade Piron”.
De Luxemburgse batterij bestond uit ongeveer 80 man en landde met de Brigade Piron op 6 augustus 1944 in Normandië. Ze vocht in de slag om Normandië en was betrokken bij de bevrijding van Brussel in september 1944.
De Luxemburgse batterij was uitgerust met vier 25-ponders ((lb)  “Waff vun 25-bicher”); Frans: “Canon de 25-livres”) getrokken door Morris C8 FATs. De vuurmonden waren genoemd naar de vier dochters van groothertogin Charlotte, de prinsessen Elisabeth (1922-2011), Marie-Adelaide (1924-2007), Marie-Gabrielle (geb. 1925) en Alix (geb. 1929).
De batterij werd op 27 juni 1945 in Walferdange opgeheven.

#### 1e Artillerie Bataljon
In 1951 werd het is het 1e Artillerie Bataljon ((lb)  Artillerie Bataillon) opgericht. Tot 1959 was dit een mobilisabele eenheid. In 1954 kwam het te vallen onder de Luxemburgse” ‘‘Groupement Tactique Régimentaire’‘ ”(GTR) (Regimentsgevechtsgroep). de Luxemburgse bijdrage aan de NAVO. De GTR werd ontbonden in 1959.
De bewapening van het 1e Artillerie Bataljon bestond uit 18 door Canada beschikbaar gestelde 25-ponders. Tussen 1955 en 1957 worden deze gemodificeerd en voorzien van een 105mm schietbuis met een nieuw type mondingsrem. De modificatie werd uitgevoerd in L’Arsenal de Rocourt in België. Het kaliber van 105 mm was gelijk aan dat van de vuurmonden van de Amerikaanse eenheden in West-Duitsland waarmee het Luxemburgse 1e Artillerie Bataljon samenwerkte.
In 1961 was de Luxemburgse bijdrage aan de NAVO teruggebracht tot het 1e Artillerie Bataljon. In 1963 werd dit bataljon onder bevel geplaatst van de in West-Duitsland gestationeerde Amerikaanse 8e Infanterie Divisie.
Op 31 mei 1967 werd het 1e Artillerie Bataljon opgeheven.
In 1967 werden de meeste vuurmonden overgedragen aan het Belgische leger, dat ze gebruikte voor opleidingsdoeleinden.
Bij de resterende vier vuurmonden werd de hydraulische terugstootrem vervangen door een mechanisch systeem waardoor ze alleen nog voor ceremoniële doeleinden gebruikt kunnen worden.

#### Saluutbatterij
in 2019 bestaat de Landcomponent ((lb) Militäresch Zentrum / Frans: Centre militaire (CM)) van het Luxemburgse leger uit een stafcompagnie (de C compagnie), twee verkenningscompagnies (A en D compagnies), een schoolcompagnie (B compagnie), logistieke eenheden, de medische en farmaceutische dienst, de "Host Nation Support" -groep, een topsportafdelinge en een Groep Inspecteurs en Waarnemers (Groupe Inspections, Vérifications et Observations (GIVO).
De Luxemburgse landcomponent levert onder andere de erewachten en de saluutbatterij die gebruik maakt van de 4 vuurmonden 25-ponder 105mm waarover het Luxemburgse leger nog (2019) beschikt. Deze worden alleen gebruikt om salvo's af te vuren ter gelegenheid van de Nationale feestdag ((lb) National Feierdaag, 23 juni), de geboorte van een prins of een prinses of tijdens een staatsbezoek.

## Gebruikers
| - Australië - België - Canada - Cyprus - Duitsland (veroverde exemplaren tijdens de Tweede Wereldoorlog) - Egypte - Frankrijk (door Vrije Fransen en in Frans Indochina) - Fiji (in 2014 vervangen door 105mm-houwitsers) - Griekenland - India - Indonesië - Irak - Ierland - Israël | - Italië (veroverde exemplaren tijdens de Tweede Wereldoorlog) - Jordanië - Koerdistan (1 gebruikt door Peshmerga’s in Mosoel) - Koeweit - Libanon - Luxemburg - Malta - Mozambique (in 2002 nog in gebruik) - Nederland - Nieuw-Zeeland - Nigeria - Oman - Paraguay - Pakistan | - Polen (eenheden in Engeland tijdens WO2) - Portugal - Qatar - Rhodesië - Singapore - Sri Lanka - Suriname: 3 getoond tijdens parades in 2016 - Tsjechië (eenheden in Engeland tijdens WO2) - Verenigde Arabische Emiraten - Verenigd Koninkrijk - Verenigde Staten (tijdens Tunesische Veldtocht, Slag om de Ardennen en de Pacifische Oorlog) - Zimbabwe - Saoedi-Arabië |